# Divizia A de handbal feminin 2018-2019
Divizia A de handbal feminin 2018−2019 a fost a 53-a ediție a eșalonului valoric secund al campionatului național de handbal feminin românesc. Competiția a purtat anterior numele Categoria B sau Divizia B, însă a fost redenumită în 1996, când fosta Divizie A a devenit Liga Națională. Întrecerea este organizată anual de Federația Română de Handbal (FRH). Începând din anul competițional 2018−2019, Divizia A a revenit la formatul cu patru serii, după ce anterior s-a desfășurat cu doar două serii.
Conform regulamentului, la sfârșitul competiției două echipe au promovat direct în Liga Națională 2019-2020, iar alte două au primit dreptul de participare la un baraj de promovare.
Astfel, la sfârșitul ediției 2018-2019 au promovat direct în Liga Națională ediția 2019-2020, echipele CS Rapid București și HCM Slobozia, clasate pe locurile 1 și 2 după terminarea turneului final. Echipele clasate pe locurile 3 și 4, CSM Târgu Mureș și CS Dacia Mioveni 2012, împreună cu echipele clasate pe locurile 11 și 12 în Liga Națională ediția 2018-2019, au participat la un turneu de baraj. La finalul turneului de baraj, cele două echipe din Liga Națională și-au păstrat locul, iar celelalte două echipe au rămas în Divizia A, nereușind promovarea.

## Săli
Partidele s-au jucat în sălile de sport din orașele de reședință ale echipelor, în funcție de disponibilitatea acestora și de potențialul de spectatori al partidelor.
| Bacău                              | Baia Mare                            | București                          | Piatra Neamț                       |
| ---------------------------------- | ------------------------------------ | ---------------------------------- | ---------------------------------- |
| Sala Sporturilor Capacitate: 2.000 | Sala „Lascăr Pană” Capacitate: 2.060 | Sala „Rapid” Capacitate: 1.500     | Sala Polivalentă Capacitate: 4.000 |
| Ploiești                           | Râmnicu Vâlcea                       | Reșița                             | Târgu Secuiesc                     |
| Sala „Olimpia” Capacitate: 3.500   | Sala „Traian” Capacitate: 3.126      | Sala Polivalentă Capacitate: 1.669 | Sala Polivalentă Capacitate: 1.200 |
|                                    |                                      |                                    |                                    |

## Echipe participante
Începând cu ediția 2018−2019, Divizia A se desfășoară cu patru serii de câte 6−7 echipe fiecare, împărțite pe criterii geografice, cu scopul de a limita deplasările lungi și a reduce astfel costurile. Componența celor patru serii a fost publicată pe 22 august 2018, pe pagina oficială a Federației Române de Handbal. Ulterior, Federația Română de Handbal a modificat componența seriilor, astfel:
| În seria A vor concura 6 echipe: - HCF Piatra Neamț - HC Dunărea Brăila II - CS Știința Bacău - ACS UAIC CNOT Iași - HCM Slobozia - CSU Neptun Constanța În seria C vor concura 7 echipe: - CSU Târgoviște - Național Râmnicu Vâlcea - FC Argeș Pitești - CS Dacia Mioveni 2012 - HC Activ CSO Plopeni - LPS Târgu Jiu - ACS Székelyudvarhely NKK | În seria B vor concura 8 echipe: - CSM București II - CSU Știința București - ACS Școala 181 SSP București - ACS Spartac București - CS Rapid USL Metrou București - CSA Steaua București - CS Dinamo București - CS Danubius Călărași În seria D vor concura 6 echipe: - CSM Târgu Mureș - CS Minaur Baia Mare II - CS Universitar Oradea - ACS Crișul Chișineu-Criș - CS Universitatea Reșița - CSU de Vest Timișoara |

## Regulament
Regulamentul de desfășurare a ediției 2018-19 a Diviziei A de handbal feminin a fost publicat pe 1 iulie 2018 și conținea și un calendar preliminar al partidelor, cu mențiunea că datele acestora se puteau modifica cu acordul echipelor.

## Partide
Meciurile din sezonul regulat al ediției 2018-19 a Diviziei A de handbal feminin s-au jucat în sistem fiecare cu fiecare, cu câte două partide tur și două partide retur între două echipe din fiecare serie, iar programul acestora a fost alcătuit după Tabela Berger. La sfârșitul sezonului regulat a avut loc un turneu semifinal la care au luat parte echipele clasate pe primele două locuri în fiecare din cele patru serii ale Diviziei A și în care partidele s-au jucat tot pe principiul fiecare cu fiecare. Echipele clasate pe locurile 1−2 în turneul semifinal s-au calificat la turneul final, care s-a desfășurat cu semifinale, finală mică și finală. Echipele clasate pe primele două locuri au promovat direct în Liga Națională, în timp ce echipele clasate pe locurile 3−4 vor participa la un baraj de promovare cu locurile 11 și 12 din Liga Națională.
Calendarul competițional preliminar s-a stabilit în ședința Consiliului de Administrație al FRH din data de 27 iunie 2018. Datele exacte de desfășurare a partidelor vor fi publicate ulterior.

## Seria A

### Clasament
|  | Echipe care vor participa la turneul semifinal |

Clasament valabil pe 4 mai 2019.
| Poz. | Echipa               | J  | V  | E | Î  | GM  | GP  | DG    | P  |
| ---- | -------------------- | -- | -- | - | -- | --- | --- | ----- | -- |
| 1    | HCM Slobozia         | 20 | 18 | 0 | 2  | 631 | 454 | + 177 | 54 |
| 2    | CSU Neptun Constanța | 20 | 14 | 2 | 4  | 633 | 522 | + 111 | 44 |
| 3    | HCF Piatra Neamț     | 20 | 12 | 2 | 6  | 567 | 517 | + 50  | 38 |
| 4    | HC Dunărea Brăila II | 20 | 5  | 1 | 14 | 504 | 569 | – 65  | 16 |
| 5    | CS Știința Bacău     | 20 | 4  | 1 | 15 | 501 | 603 | – 102 | 13 |
| 6    | ACS UAIC CNOT Iași   | 20 | 4  | 0 | 16 | 468 | 639 | – 171 | 12 |

### Rezultate în tur
Date oficiale publicate de Federația Română de Handbal

### Etapa I
| 8 septembrie 2018 13:00 | HC Dunărea Brăila II | 27 - 26 | CSU Neptun Constanța | Sala Polivalentă „Danubius”, Brăila Arbitri: Mihai, Petre |
| 8 septembrie 2018 13:00 | Ichim 8              | (15-14) |                      | Sala Polivalentă „Danubius”, Brăila Arbitri: Mihai, Petre |
| 8 septembrie 2018 13:00 | Cronica              |         |                      | Sala Polivalentă „Danubius”, Brăila Arbitri: Mihai, Petre |

| 9 septembrie 2018 11:00 | CS Știința Bacău | 22 - 26 | HCF Piatra Neamț | Sala Sporturilor, Bacău Arbitri: Cristea, Murariu |
| 9 septembrie 2018 11:00 | Manoilă 10       | (8-13)  | Miron 12         | Sala Sporturilor, Bacău Arbitri: Cristea, Murariu |
| 9 septembrie 2018 11:00 | Cronica          |         |                  | Sala Sporturilor, Bacău Arbitri: Cristea, Murariu |

| 9 septembrie 2018 16:00 | ACS CNOT Iași | 11 - 36 | HCM Slobozia | Sala LPS, Iași Arbitri: Mociornea, Savin |
| 9 septembrie 2018 16:00 |               | (4-18)  | Naumenko 7   | Sala LPS, Iași Arbitri: Mociornea, Savin |
| 9 septembrie 2018 16:00 | Cronica       |         |              | Sala LPS, Iași Arbitri: Mociornea, Savin |

### Etapa II
| 16 septembrie 2018 12:00 | CS Știința Bacău | 24 - 24 | HC Dunărea Brăila II | Sala Sporturilor, Bacău Arbitri: Cristea, Murariu |
| 16 septembrie 2018 12:00 | Manoilă 7        | (16-10) | Ichim 7              | Sala Sporturilor, Bacău Arbitri: Cristea, Murariu |
| 16 septembrie 2018 12:00 | Cronica          |         |                      | Sala Sporturilor, Bacău Arbitri: Cristea, Murariu |

| 16 septembrie 2018 12:00 | HCF Piatra Neamț | 25 - 29 | HCM Slobozia | Sala Polivalentă, Piatra Neamț Arbitri: Drăghici, Dragut |
| 16 septembrie 2018 12:00 |                  | (10-13) | Filip 9      | Sala Polivalentă, Piatra Neamț Arbitri: Drăghici, Dragut |
| 16 septembrie 2018 12:00 | Cronica          |         |              | Sala Polivalentă, Piatra Neamț Arbitri: Drăghici, Dragut |

| 16 septembrie 2018 14:00 | CSU Neptun Constanța | 36 - 23 | ACS CNOT Iași | Sala Sporturilor, Constanța Arbitri: Costache, Vasile |
| 16 septembrie 2018 14:00 | Ciucanu 12           | (16-13) |               | Sala Sporturilor, Constanța Arbitri: Costache, Vasile |
| 16 septembrie 2018 14:00 | Cronica              |         |               | Sala Sporturilor, Constanța Arbitri: Costache, Vasile |

### Etapa III
| 23 septembrie 2018 11:00 | HC Dunărea Brăila II | 26 - 27 | HCF Piatra Neamț | Sala Polivalentă „Danubius”, Brăila Arbitri: Ghiță, Topliceanu |
| 23 septembrie 2018 11:00 | Ichim, Vătu 7        | (11-10) |                  | Sala Polivalentă „Danubius”, Brăila Arbitri: Ghiță, Topliceanu |
| 23 septembrie 2018 11:00 | Cronica              |         |                  | Sala Polivalentă „Danubius”, Brăila Arbitri: Ghiță, Topliceanu |

| 23 septembrie 2018 12:00 | HCM Slobozia | 31 - 22 | CSU Neptun Constanța | Sala Sporturilor „Andreea Nica”, Slobozia Arbitri: Arsene, Bontea |
| 23 septembrie 2018 12:00 | Filip 9      | (17-12) | Moldoveanu 8         | Sala Sporturilor „Andreea Nica”, Slobozia Arbitri: Arsene, Bontea |
| 23 septembrie 2018 12:00 | Cronica      |         |                      | Sala Sporturilor „Andreea Nica”, Slobozia Arbitri: Arsene, Bontea |

| 23 septembrie 2018 16:00 | ACS CNOT Iași | 29 - 27 | CS Știința Bacău | Sala LPS, Iași Arbitri: Gogolinca, Roibu |
| 23 septembrie 2018 16:00 | (12-15)       |         |                  | Sala LPS, Iași Arbitri: Gogolinca, Roibu |
| 23 septembrie 2018 16:00 | Cronica       |         |                  | Sala LPS, Iași Arbitri: Gogolinca, Roibu |

### Etapa IV
| 7 octombrie 2018 11:00 | CS Știința Bacău | 18 - 31 | HCM Slobozia | Sala Sporturilor, Bacău Arbitri: Bărgăuan, Nicolaevici |
| 7 octombrie 2018 11:00 | Aholtoae 6       | (7-13)  | Toma 6       | Sala Sporturilor, Bacău Arbitri: Bărgăuan, Nicolaevici |
| 7 octombrie 2018 11:00 | Cronica          |         |              | Sala Sporturilor, Bacău Arbitri: Bărgăuan, Nicolaevici |

| 7 octombrie 2018 11:00 | HC Dunărea Brăila II | 31 - 23 | ACS CNOT Iași | Sala Polivalentă „Danubius”, Brăila Arbitri: Arsene, Bontea |
| 7 octombrie 2018 11:00 | Vrabie 10            | (14-8)  | Sandu 9       | Sala Polivalentă „Danubius”, Brăila Arbitri: Arsene, Bontea |
| 7 octombrie 2018 11:00 | Cronica              |         |               | Sala Polivalentă „Danubius”, Brăila Arbitri: Arsene, Bontea |

| 7 octombrie 2018 12:00 | HCF Piatra Neamț | 27 - 27 | CSU Neptun Constanța | Sala Polivalentă, Piatra Neamț Arbitri: Babău, Roibu |
| 7 octombrie 2018 12:00 | (11-12)          |         |                      | Sala Polivalentă, Piatra Neamț Arbitri: Babău, Roibu |
| 7 octombrie 2018 12:00 | Cronica          |         |                      | Sala Polivalentă, Piatra Neamț Arbitri: Babău, Roibu |

### Etapa V
| 14 octombrie 2018 11:00 | ACS CNOT Iași | 16 - 26 | HCF Piatra Neamț | Sala Miroslava, Iași Arbitri: Gherman, Pavel |
| 14 octombrie 2018 11:00 | (7-12)        |         |                  | Sala Miroslava, Iași Arbitri: Gherman, Pavel |
| 14 octombrie 2018 11:00 | Cronica       |         |                  | Sala Miroslava, Iași Arbitri: Gherman, Pavel |

| 14 octombrie 2018 12:00 | HCM Slobozia                        | 33 - 28 | HC Dunărea Brăila II | Sala Sporturilor „Andreea Nica”, Slobozia Arbitri: Cristea, Murariu |
| 14 octombrie 2018 12:00 | Georgescu, Obedeanu, Sava, Vartic 5 | (15-11) |                      | Sala Sporturilor „Andreea Nica”, Slobozia Arbitri: Cristea, Murariu |
| 14 octombrie 2018 12:00 | Cronica                             |         |                      | Sala Sporturilor „Andreea Nica”, Slobozia Arbitri: Cristea, Murariu |

| 14 octombrie 2018 13:00 | CSU Neptun Constanța | 36 - 28 | CS Știința Bacău | Sala Sporturilor, Constanța Arbitri: Basso, Tofan |
| 14 octombrie 2018 13:00 | Cronica              |         |                  | Sala Sporturilor, Constanța Arbitri: Basso, Tofan |
| 14 octombrie 2018 13:00 |                      |         |                  | Sala Sporturilor, Constanța Arbitri: Basso, Tofan |

### Clasament tur
Clasament valabil pe 14 octombrie 2018, la finalul turului.
| Poz. | Echipa               | J | V | E | Î | GM  | GP  | DG   | P  |
| ---- | -------------------- | - | - | - | - | --- | --- | ---- | -- |
| 1    | HCM Slobozia         | 5 | 5 | 0 | 0 | 160 | 104 | + 56 | 15 |
| 2    | HCF Piatra Neamț     | 5 | 3 | 1 | 1 | 131 | 120 | + 11 | 10 |
| 3    | CSU Neptun Constanța | 5 | 2 | 1 | 2 | 147 | 136 | + 11 | 7  |
| 4    | HC Dunărea Brăila II | 5 | 2 | 1 | 2 | 136 | 133 | + 3  | 7  |
| 5    | ACS UAIC CNOT Iași   | 5 | 1 | 0 | 4 | 102 | 156 | – 54 | 3  |
| 6    | CS Știința Bacău     | 5 | 0 | 1 | 4 | 119 | 146 | – 27 | 1  |

### Rezultate în retur
Date oficiale publicate de Federația Română de Handbal

### Etapa VI
| 19 octombrie 2018 14:00 | HCM Slobozia | 26 - 20 | ACS CNOT Iași | Sala Sporturilor „Andreea Nica”, Slobozia Arbitri: Ciutacu, Tiță |
| 19 octombrie 2018 14:00 | Obedeanu 6   | (13-9)  |               | Sala Sporturilor „Andreea Nica”, Slobozia Arbitri: Ciutacu, Tiță |
| 19 octombrie 2018 14:00 | Cronica      |         |               | Sala Sporturilor „Andreea Nica”, Slobozia Arbitri: Ciutacu, Tiță |

| 21 octombrie 2018 12:30 | HCF Piatra Neamț | 33 - 23 | CS Știința Bacău | Sala Polivalentă, Piatra Neamț Arbitri: Arsene, Bontea |
| 21 octombrie 2018 12:30 | (16-10)          |         |                  | Sala Polivalentă, Piatra Neamț Arbitri: Arsene, Bontea |
| 21 octombrie 2018 12:30 | Cronica          |         |                  | Sala Polivalentă, Piatra Neamț Arbitri: Arsene, Bontea |

| 21 octombrie 2018 14:00 | CSU Neptun Constanța | 41 - 21 | HC Dunărea Brăila II | Sala Sporturilor, Constanța Arbitri: Gherman, Pavel |
| 21 octombrie 2018 14:00 | Căldare 10           | (20-10) |                      | Sala Sporturilor, Constanța Arbitri: Gherman, Pavel |
| 21 octombrie 2018 14:00 | Cronica              |         |                      | Sala Sporturilor, Constanța Arbitri: Gherman, Pavel |

### Etapa VII
| 28 octombrie 2018 11:00 | HCM Slobozia     | 31 - 26 | HCF Piatra Neamț | Sala Sporturilor „Andreea Nica”, Slobozia Arbitri: Pârvu, Potîrniche |
| 28 octombrie 2018 11:00 | Obedeanu, Sava 6 | (16-10) |                  | Sala Sporturilor „Andreea Nica”, Slobozia Arbitri: Pârvu, Potîrniche |
| 28 octombrie 2018 11:00 | Cronica          |         |                  | Sala Sporturilor „Andreea Nica”, Slobozia Arbitri: Pârvu, Potîrniche |

| 28 octombrie 2018 12:00 | ACS CNOT Iași | 23 - 44 | CSU Neptun Constanța | Sala Miroslava, Iași Arbitri: Agavriloaie, Bura |
| 28 octombrie 2018 12:00 |               | (12-18) | Pintilie 8           | Sala Miroslava, Iași Arbitri: Agavriloaie, Bura |
| 28 octombrie 2018 12:00 | Cronica       |         |                      | Sala Miroslava, Iași Arbitri: Agavriloaie, Bura |

| 28 octombrie 2018 13:00 | HC Dunărea Brăila II | 21 - 23 | CS Știința Bacău | Sala Polivalentă „Danubius”, Brăila Arbitri: Chirițoiu, Neagu |
| 28 octombrie 2018 13:00 | Ichim 8              | (10-9)  |                  | Sala Polivalentă „Danubius”, Brăila Arbitri: Chirițoiu, Neagu |
| 28 octombrie 2018 13:00 | Cronica              |         |                  | Sala Polivalentă „Danubius”, Brăila Arbitri: Chirițoiu, Neagu |

### Etapa VIII
| 4 noiembrie 2018 11:00 | CS Știința Bacău | 23 - 27 | ACS CNOT Iași | Sala Sporturilor, Bacău Arbitri: Bărgăuan, Nicolaevici |
| 4 noiembrie 2018 11:00 | (11-15)          |         |               | Sala Sporturilor, Bacău Arbitri: Bărgăuan, Nicolaevici |
| 4 noiembrie 2018 11:00 | Cronica          |         |               | Sala Sporturilor, Bacău Arbitri: Bărgăuan, Nicolaevici |

| 4 noiembrie 2018 12:00 | HCF Piatra Neamț | 29 - 25 | HC Dunărea Brăila II | Sala Polivalentă, Piatra Neamț Arbitri: Agliceriu, Turdean |
| 4 noiembrie 2018 12:00 | Miron 9          | (18-10) | Ichim 9              | Sala Polivalentă, Piatra Neamț Arbitri: Agliceriu, Turdean |
| 4 noiembrie 2018 12:00 | Cronica          |         |                      | Sala Polivalentă, Piatra Neamț Arbitri: Agliceriu, Turdean |

| 4 noiembrie 2018 14:00 | CSU Neptun Constanța | 25 - 24 | HCM Slobozia | Sala Sporturilor, Constanța Arbitri: Gheorghiu, Hagiu |
| 4 noiembrie 2018 14:00 | Moldoveanu 7         | (12-10) | Obedeanu 8   | Sala Sporturilor, Constanța Arbitri: Gheorghiu, Hagiu |
| 4 noiembrie 2018 14:00 | Cronica              |         |              | Sala Sporturilor, Constanța Arbitri: Gheorghiu, Hagiu |

### Etapa IX
| 10 noiembrie 2018 10:00 | HCM Slobozia | 44 - 18 | CS Știința Bacău | Sala Sporturilor „Andreea Nica”, Slobozia Arbitri: Iacob, Savu |
| 10 noiembrie 2018 10:00 | Sava 11      | (22-7)  |                  | Sala Sporturilor „Andreea Nica”, Slobozia Arbitri: Iacob, Savu |
| 10 noiembrie 2018 10:00 | Cronica      |         |                  | Sala Sporturilor „Andreea Nica”, Slobozia Arbitri: Iacob, Savu |

| 11 noiembrie 2018 10:00 | ACS CNOT Iași | 26 - 24 | HC Dunărea Brăila II | Sala LPS, Iași Arbitri: Gogolinca, Roibu |
| 11 noiembrie 2018 10:00 |               | (12-15) | Ichim 7              | Sala LPS, Iași Arbitri: Gogolinca, Roibu |
| 11 noiembrie 2018 10:00 | Cronica       |         |                      | Sala LPS, Iași Arbitri: Gogolinca, Roibu |

| 11 noiembrie 2018 14:00 | CSU Neptun Constanța | 23 - 23 | HCF Piatra Neamț | Sala Sporturilor, Constanța Arbitri: Gherman, Pavel |
| 11 noiembrie 2018 14:00 | Oprică 10            | (11-10) |                  | Sala Sporturilor, Constanța Arbitri: Gherman, Pavel |
| 11 noiembrie 2018 14:00 | Cronica              |         |                  | Sala Sporturilor, Constanța Arbitri: Gherman, Pavel |

### Etapa X
| 20 decembrie 2018 12:00 | HC Dunărea Brăila II | 25 - 32 | HCM Slobozia | Sala Polivalentă „Danubius”, Brăila Arbitri: Gheorghiu, Hagiu |
| 20 decembrie 2018 12:00 | Gașpar, Vătu 6       | (11-15) | Toma 10      | Sala Polivalentă „Danubius”, Brăila Arbitri: Gheorghiu, Hagiu |
| 20 decembrie 2018 12:00 | Cronica              |         |              | Sala Polivalentă „Danubius”, Brăila Arbitri: Gheorghiu, Hagiu |

| 20 decembrie 2018 14:00 | CS Știința Bacău | 31 - 42 | CSU Neptun Constanța | Sala Sporturilor, Bacău Arbitri: Bărgăuan, Nicolaevici |
| 20 decembrie 2018 14:00 | Manoilă 12       | (19-20) | Mada 9               | Sala Sporturilor, Bacău Arbitri: Bărgăuan, Nicolaevici |
| 20 decembrie 2018 14:00 | Cronica          |         |                      | Sala Sporturilor, Bacău Arbitri: Bărgăuan, Nicolaevici |

| 20 decembrie 2018 16:00 | HCF Piatra Neamț | 39 - 32 | ACS CNOT Iași | Sala Polivalentă, Piatra Neamț Arbitri: Chicuș, Olteanu |
| 20 decembrie 2018 16:00 | Oancea 9         | (22-14) | Sandu 13      | Sala Polivalentă, Piatra Neamț Arbitri: Chicuș, Olteanu |
| 20 decembrie 2018 16:00 | Cronica          |         |               | Sala Polivalentă, Piatra Neamț Arbitri: Chicuș, Olteanu |

### Clasament retur
Clasament valabil pe 20 decembrie 2018, la finalul returului.
| Poz. | Echipa               | J  | V | E | Î | GM  | GP  | DG   | P  |
| ---- | -------------------- | -- | - | - | - | --- | --- | ---- | -- |
| 1    | HCM Slobozia         | 10 | 9 | 0 | 1 | 317 | 218 | + 99 | 27 |
| 2    | CSU Neptun Constanța | 10 | 6 | 2 | 2 | 322 | 258 | + 64 | 20 |
| 3    | HCF Piatra Neamț     | 10 | 6 | 2 | 2 | 281 | 254 | + 27 | 20 |
| 4    | ACS UAIC CNOT Iași   | 10 | 3 | 0 | 7 | 230 | 312 | – 82 | 9  |
| 5    | HC Dunărea Brăila II | 10 | 2 | 1 | 7 | 252 | 284 | – 32 | 7  |
| 6    | CS Știința Bacău     | 10 | 1 | 1 | 8 | 237 | 313 | – 76 | 4  |

### Rezultate în tur
Date oficiale publicate de Federația Română de Handbal

### Etapa XI
| 13 ianuarie 2019 11:00 | ACS CNOT Iași | 19 - 39 | HCM Slobozia | Sala LPS, Iași Arbitri: Agavriloaie, Bura |
| 13 ianuarie 2019 11:00 | Sandu 7       | (9-18)  | Naumenko 9   | Sala LPS, Iași Arbitri: Agavriloaie, Bura |
| 13 ianuarie 2019 11:00 | Cronica       |         |              | Sala LPS, Iași Arbitri: Agavriloaie, Bura |

| 13 ianuarie 2019 11:00 | CS Știința Bacău | 28 - 27 | HCF Piatra Neamț | Sala Sporturilor, Bacău Arbitri: Ghiță, Topliceanu |
| 13 ianuarie 2019 11:00 | Ciobanu 8        | (16-13) | Miron 8          | Sala Sporturilor, Bacău Arbitri: Ghiță, Topliceanu |
| 13 ianuarie 2019 11:00 | Cronica          |         |                  | Sala Sporturilor, Bacău Arbitri: Ghiță, Topliceanu |

| 13 ianuarie 2019 13:00 | HC Dunărea Brăila II | 28 - 35 | CSU Neptun Constanța | Sala Polivalentă „Danubius”, Brăila Arbitri: Gheorghiu, Hagiu |
| 13 ianuarie 2019 13:00 | Gașpar, Ichim 6      | (15-17) | Moldoveanu 9         | Sala Polivalentă „Danubius”, Brăila Arbitri: Gheorghiu, Hagiu |
| 13 ianuarie 2019 13:00 | Cronica              |         |                      | Sala Polivalentă „Danubius”, Brăila Arbitri: Gheorghiu, Hagiu |

### Etapa XII
| 17 ianuarie 2019 14:00 | CS Știința Bacău   | 19 - 22 | HC Dunărea Brăila II | Sala Sporturilor, Bacău Arbitri: Bărgăuan, Nicolaevici |
| 17 ianuarie 2019 14:00 | Ciobanu, Manoilă 5 | (11-11) | Ichim, Vrabie 5      | Sala Sporturilor, Bacău Arbitri: Bărgăuan, Nicolaevici |
| 17 ianuarie 2019 14:00 | Cronica            |         |                      | Sala Sporturilor, Bacău Arbitri: Bărgăuan, Nicolaevici |

| 20 ianuarie 2019 12:00 | HCF Piatra Neamț | 23 - 25 | HCM Slobozia | Sala Polivalentă, Piatra Neamț Arbitri: Pârvu, Potîrniche |
| 20 ianuarie 2019 12:00 | Oancea 8         | (11-13) | Toma 6       | Sala Polivalentă, Piatra Neamț Arbitri: Pârvu, Potîrniche |
| 20 ianuarie 2019 12:00 | Cronica          |         |              | Sala Polivalentă, Piatra Neamț Arbitri: Pârvu, Potîrniche |

| 20 ianuarie 2019 14:00 | CSU Neptun Constanța | 36 - 29 | ACS CNOT Iași | Sala Sporturilor, Constanța Arbitri: Chirițoiu, Neagu |
| 20 ianuarie 2019 14:00 | Condurache 7         | (19-11) | Lupu 12       | Sala Sporturilor, Constanța Arbitri: Chirițoiu, Neagu |
| 20 ianuarie 2019 14:00 | Cronica              |         |               | Sala Sporturilor, Constanța Arbitri: Chirițoiu, Neagu |

### Etapa XIII
| 27 ianuarie 2019 12:00 | HCM Slobozia | 23 - 24 | CSU Neptun Constanța | Sala Sporturilor „Andreea Nica”, Slobozia Arbitri: Babău, Roibu |
| 27 ianuarie 2019 12:00 | Toma 5       | (10-16) | Ciucanu 7            | Sala Sporturilor „Andreea Nica”, Slobozia Arbitri: Babău, Roibu |
| 27 ianuarie 2019 12:00 | Cronica      |         |                      | Sala Sporturilor „Andreea Nica”, Slobozia Arbitri: Babău, Roibu |

| 27 ianuarie 2019 12:00 | ACS CNOT Iași | 27 - 28 | CS Știința Bacău | Sala LPS, Iași Arbitri: Grădinaru, Onofrei |
| 27 ianuarie 2019 12:00 | Lupu 10       | (11-16) | Manoilă 11       | Sala LPS, Iași Arbitri: Grădinaru, Onofrei |
| 27 ianuarie 2019 12:00 | Cronica       |         |                  | Sala LPS, Iași Arbitri: Grădinaru, Onofrei |

| 27 ianuarie 2019 12:00 | HC Dunărea Brăila II | 23 - 31 | HCF Piatra Neamț | Sala Polivalentă „Danubius”, Brăila Arbitri: Arsene, Bontea |
| 27 ianuarie 2019 12:00 | Vătu 10              | (13-15) | Dorneanu 9       | Sala Polivalentă „Danubius”, Brăila Arbitri: Arsene, Bontea |
| 27 ianuarie 2019 12:00 | Cronica              |         |                  | Sala Polivalentă „Danubius”, Brăila Arbitri: Arsene, Bontea |

### Etapa XIV
| 3 februarie 2019 11:00 | HC Dunărea Brăila II  | 30 - 28 | ACS CNOT Iași | Sala Polivalentă „Danubius”, Brăila Arbitri: Lungu, Paraschiv |
| 3 februarie 2019 11:00 | Oprea, Popa, Vrabie 6 | (16-16) | Lupu 9        | Sala Polivalentă „Danubius”, Brăila Arbitri: Lungu, Paraschiv |
| 3 februarie 2019 11:00 | Cronica               |         |               | Sala Polivalentă „Danubius”, Brăila Arbitri: Lungu, Paraschiv |

| 3 februarie 2019 12:00 | CS Știința Bacău | 23 - 30 | HCM Slobozia   | Sala Sporturilor, Bacău Arbitri: Baba, Ungureanu |
| 3 februarie 2019 12:00 | Manoilă 5        | (9-14)  | Toma, Vartic 7 | Sala Sporturilor, Bacău Arbitri: Baba, Ungureanu |
| 3 februarie 2019 12:00 | Cronica          |         |                | Sala Sporturilor, Bacău Arbitri: Baba, Ungureanu |

| 3 februarie 2019 12:00 | HCF Piatra Neamț | 28 - 27 | CSU Neptun Constanța | Sala Polivalentă, Piatra Neamț Arbitri: Chicuș, Olteanu |
| 3 februarie 2019 12:00 | Dorneanu 8       | (15-15) | Oprică 7             | Sala Polivalentă, Piatra Neamț Arbitri: Chicuș, Olteanu |
| 3 februarie 2019 12:00 | Cronica          |         |                      | Sala Polivalentă, Piatra Neamț Arbitri: Chicuș, Olteanu |

### Etapa XV
| 8 februarie 2019 17:00 | HCM Slobozia | 33 - 20 | HC Dunărea Brăila II | Sala Sporturilor „Andreea Nica”, Slobozia Arbitri: Mara, Stanciu |
| 8 februarie 2019 17:00 | Sava 10      | (17-9)  | Sava 6               | Sala Sporturilor „Andreea Nica”, Slobozia Arbitri: Mara, Stanciu |
| 8 februarie 2019 17:00 | Cronica      |         |                      | Sala Sporturilor „Andreea Nica”, Slobozia Arbitri: Mara, Stanciu |

| 10 februarie 2019 11:00 | ACS CNOT Iași | 25 - 36 | HCF Piatra Neamț | Sala LPS, Iași Arbitri: Pavel, Stanciu |
| 10 februarie 2019 11:00 | (11-15)       |         |                  | Sala LPS, Iași Arbitri: Pavel, Stanciu |
| 10 februarie 2019 11:00 | Cronica       |         |                  | Sala LPS, Iași Arbitri: Pavel, Stanciu |

| 10 februarie 2019 14:00 | CSU Neptun Constanța | 37 - 29 | CS Știința Bacău | Sala Sporturilor, Constanța Arbitri: Arsene, Bontea |
| 10 februarie 2019 14:00 | Mada 9               | (20-14) | Manoilă 10       | Sala Sporturilor, Constanța Arbitri: Arsene, Bontea |
| 10 februarie 2019 14:00 | Cronica              |         |                  | Sala Sporturilor, Constanța Arbitri: Arsene, Bontea |

### Clasament tur
Clasament valabil pe 10 februarie 2019, la finalul turului.
| Poz. | Echipa               | J  | V  | E | Î  | GM  | GP  | DG    | P  |
| ---- | -------------------- | -- | -- | - | -- | --- | --- | ----- | -- |
| 1    | HCM Slobozia         | 15 | 13 | 0 | 2  | 467 | 327 | + 140 | 39 |
| 2    | CSU Neptun Constanța | 15 | 10 | 2 | 3  | 481 | 395 | + 86  | 32 |
| 3    | HCF Piatra Neamț     | 15 | 9  | 2 | 4  | 426 | 382 | + 44  | 29 |
| 4    | HC Dunărea Brăila II | 15 | 4  | 1 | 10 | 375 | 430 | – 55  | 13 |
| 5    | CS Știința Bacău     | 15 | 3  | 1 | 11 | 364 | 456 | – 92  | 10 |
| 6    | ACS UAIC CNOT Iași   | 15 | 3  | 0 | 12 | 358 | 481 | – 123 | 9  |

### Rezultate în retur
Date oficiale publicate de Federația Română de Handbal

### Etapa XVI
| 1 martie 2019 14:00 | CSU Neptun Constanța | 29 - 22 | HC Dunărea Brăila II | Sala Sporturilor, Constanța Arbitri: Enache, Răduț |
| 1 martie 2019 14:00 | Rebeca 7             | (15-10) | Oprea 7              | Sala Sporturilor, Constanța Arbitri: Enache, Răduț |
| 1 martie 2019 14:00 | Cronica              |         |                      | Sala Sporturilor, Constanța Arbitri: Enache, Răduț |

| 3 martie 2019 11:00 | HCM Slobozia | 33 - 18 | ACS CNOT Iași | Sala Sporturilor „Andreea Nica”, Slobozia Arbitri: Popa, Velișca |
| 3 martie 2019 11:00 | Toma 9       | (15-13) | Sandu 6       | Sala Sporturilor „Andreea Nica”, Slobozia Arbitri: Popa, Velișca |
| 3 martie 2019 11:00 | Cronica      |         |               | Sala Sporturilor „Andreea Nica”, Slobozia Arbitri: Popa, Velișca |

| 3 martie 2019 12:00 | HCF Piatra Neamț | 28 - 22 | CS Știința Bacău | Sala Polivalentă, Piatra Neamț Arbitri: Pavel, Stanciu |
| 3 martie 2019 12:00 | Dorneanu 10      | (14-11) | Croitoriu 9      | Sala Polivalentă, Piatra Neamț Arbitri: Pavel, Stanciu |
| 3 martie 2019 12:00 | Cronica          |         |                  | Sala Polivalentă, Piatra Neamț Arbitri: Pavel, Stanciu |

### Etapa XVII
| 10 martie 2019 10:30 | HCM Slobozia | 32 - 26 | HCF Piatra Neamț | Sala Sporturilor „Andreea Nica”, Slobozia Arbitri: Pârvu, Potîrniche |
| 10 martie 2019 10:30 | Georgescu 12 | (15-12) | Oancea 10        | Sala Sporturilor „Andreea Nica”, Slobozia Arbitri: Pârvu, Potîrniche |
| 10 martie 2019 10:30 | Cronica      |         |                  | Sala Sporturilor „Andreea Nica”, Slobozia Arbitri: Pârvu, Potîrniche |

| 17 martie 2019 10:30 | ACS CNOT Iași | 25 - 31 | CSU Neptun Constanța | Sala LPS, Iași Arbitri: Gogolinca, Roibu |
| 17 martie 2019 10:30 | Stratulat 9   | (12-15) | Oprică 10            | Sala LPS, Iași Arbitri: Gogolinca, Roibu |
| 17 martie 2019 10:30 | Cronica       |         |                      | Sala LPS, Iași Arbitri: Gogolinca, Roibu |

| 17 martie 2019 13:00 | HC Dunărea Brăila II | 30 - 25 | CS Știința Bacău | Sala Polivalentă „Danubius”, Brăila Arbitri: Arsene, Bontea |
| 17 martie 2019 13:00 | Ichim 9              | (8-11)  | Manoilă 8        | Sala Polivalentă „Danubius”, Brăila Arbitri: Arsene, Bontea |
| 17 martie 2019 13:00 | Cronica              |         |                  | Sala Polivalentă „Danubius”, Brăila Arbitri: Arsene, Bontea |

### Etapa XVIII
| 7 aprilie 2019 12:00 | CS Știința Bacău | 37 - 21 | ACS CNOT Iași | Sala Sporturilor, Bacău Arbitri: Mihai, Petre |
| 7 aprilie 2019 12:00 | Manoilă 10       | (18-12) | Stratulat 6   | Sala Sporturilor, Bacău Arbitri: Mihai, Petre |
| 7 aprilie 2019 12:00 | Cronica          |         |               | Sala Sporturilor, Bacău Arbitri: Mihai, Petre |

| 7 aprilie 2019 13:00 | HCF Piatra Neamț | 27 - 25 | HC Dunărea Brăila II | Sala Polivalentă, Piatra Neamț Arbitri: Arsene, Bontea |
| 7 aprilie 2019 13:00 | Oancea 9         | (15-14) | Epureanu, Gheorghe 6 | Sala Polivalentă, Piatra Neamț Arbitri: Arsene, Bontea |
| 7 aprilie 2019 13:00 | Cronica          |         |                      | Sala Polivalentă, Piatra Neamț Arbitri: Arsene, Bontea |

| 7 aprilie 2019 14:00 | CSU Neptun Constanța | 25 - 30 | HCM Slobozia | Sala Sporturilor, Constanța Arbitri: Popa, Velișca |
| 7 aprilie 2019 14:00 |                      | (7-14)  | Toma 7       | Sala Sporturilor, Constanța Arbitri: Popa, Velișca |
| 7 aprilie 2019 14:00 | Cronica              |         |              | Sala Sporturilor, Constanța Arbitri: Popa, Velișca |

### Etapa XIX
| 11 aprilie 2019 15:00 | HCM Slobozia   | 33 - 26 | CS Știința Bacău | Sala Sporturilor „Andreea Nica”, Slobozia Arbitri: Cristea, Marin |
| 11 aprilie 2019 15:00 | Sava, Vartic 6 | (16-15) | Manoilă 9        | Sala Sporturilor „Andreea Nica”, Slobozia Arbitri: Cristea, Marin |
| 11 aprilie 2019 15:00 | Cronica        |         |                  | Sala Sporturilor „Andreea Nica”, Slobozia Arbitri: Cristea, Marin |

| 11 noiembrie 2018 10:00 | ACS CNOT Iași | 22 - 20 | HC Dunărea Brăila II | Sala LPS, Iași Arbitri: Agavriloaie, Bura |
| 11 noiembrie 2018 10:00 | (7-11)        |         |                      | Sala LPS, Iași Arbitri: Agavriloaie, Bura |
| 11 noiembrie 2018 10:00 | Cronica       |         |                      | Sala LPS, Iași Arbitri: Agavriloaie, Bura |

| 14 aprilie 2019 14:00 | CSU Neptun Constanța | 32 - 23 | HCF Piatra Neamț | Sala Sporturilor, Constanța Arbitri: Drăghici, Dragut |
| 14 aprilie 2019 14:00 | Oprică 10            | (20-9)  | Oancea 9         | Sala Sporturilor, Constanța Arbitri: Drăghici, Dragut |
| 14 aprilie 2019 14:00 | Cronica              |         |                  | Sala Sporturilor, Constanța Arbitri: Drăghici, Dragut |

### Etapa XX
| 18 aprilie 2019 14:00 | CS Știința Bacău | 27 - 35 | CSU Neptun Constanța | Sala Sporturilor, Bacău Arbitri: Grădinaru, Onofrei |
| 18 aprilie 2019 14:00 | Manoilă 13       | (15-16) | Oprică 7             | Sala Sporturilor, Bacău Arbitri: Grădinaru, Onofrei |
| 18 aprilie 2019 14:00 | Cronica          |         |                      | Sala Sporturilor, Bacău Arbitri: Grădinaru, Onofrei |

| 18 aprilie 2019 14:30 | HCF Piatra Neamț | 37 - 24 | ACS CNOT Iași | Sala Polivalentă, Piatra Neamț Arbitri: Chicuș, Olteanu |
| 18 aprilie 2019 14:30 | (20-10)          |         |               | Sala Polivalentă, Piatra Neamț Arbitri: Chicuș, Olteanu |
| 18 aprilie 2019 14:30 | Cronica          |         |               | Sala Polivalentă, Piatra Neamț Arbitri: Chicuș, Olteanu |

| 18 aprilie 2019 17:00 | HC Dunărea Brăila II | 32 - 36 | HCM Slobozia | Sala Polivalentă „Danubius”, Brăila Arbitri: Cristea, Murariu |
| 18 aprilie 2019 17:00 | Krnić 7              | (16-18) | Georgescu 15 | Sala Polivalentă „Danubius”, Brăila Arbitri: Cristea, Murariu |
| 18 aprilie 2019 17:00 | Cronica              |         |              | Sala Polivalentă „Danubius”, Brăila Arbitri: Cristea, Murariu |

## Seria B

### Clasament
|  | Echipe care vor participa la turneul semifinal |

Clasament valabil pe 4 mai 2019.
| Poz. | Echipa                        | J  | V  | E | Î  | GM  | GP   | DG    | P  |
| ---- | ----------------------------- | -- | -- | - | -- | --- | ---- | ----- | -- |
| 1    | CS Rapid USL Metrou București | 28 | 26 | 1 | 1  | 983 | 566  | + 417 | 79 |
| 2    | CSU Știința București         | 28 | 24 | 1 | 3  | 858 | 524  | + 334 | 73 |
| 3    | CS Dinamo București           | 28 | 16 | 1 | 11 | 747 | 746  | + 1   | 49 |
| 4    | CSM București II              | 28 | 15 | 0 | 13 | 828 | 785  | + 43  | 45 |
| 5    | CSA Steaua București          | 28 | 13 | 1 | 14 | 826 | 785  | + 41  | 40 |
| 6    | ACS Școala 181 SSP București  | 28 | 11 | 0 | 17 | 761 | 833  | – 72  | 33 |
| 7    | CS Danubius Călărași          | 28 | 4  | 0 | 24 | 618 | 922  | – 304 | 12 |
| 8    | ACS Spartac București         | 28 | 1  | 0 | 27 | 571 | 1031 | – 460 | 3  |

### Rezultate în tur
Date oficiale publicate de Federația Română de Handbal

### Etapa I
| 8 septembrie 2018 11:00 | ACS Școala 181 SSP București | 17 - 34 | CS Rapid USL Metrou București | Sala Rapid, București Arbitri: Radu, Vișan |
| 8 septembrie 2018 11:00 |                              | (8-14)  | Trăilă 10                     | Sala Rapid, București Arbitri: Radu, Vișan |
| 8 septembrie 2018 11:00 | Cronica                      |         |                               | Sala Rapid, București Arbitri: Radu, Vișan |

| 9 septembrie 2018 10:00 | CSM București II | 42 - 24 | CS Danubius Călărași | Sala Agronomia, București |
| 9 septembrie 2018 10:00 | (22-9)           |         |                      | Sala Agronomia, București |
| 9 septembrie 2018 10:00 | Cronica          |         |                      | Sala Agronomia, București |

| 9 septembrie 2018 11:00 | CSU Știința București | 30 - 11 | CS Dinamo București | Sala Iris, București Arbitri: Costache, Vasile |
| 9 septembrie 2018 11:00 | (14-3)                |         |                     | Sala Iris, București Arbitri: Costache, Vasile |
| 9 septembrie 2018 11:00 | Cronica               |         |                     | Sala Iris, București Arbitri: Costache, Vasile |

| 9 septembrie 2018 13:00 | ACS Spartac București | 27 - 39 | CSA Steaua București | Sala Iris, București Arbitri: Ciutacu, Tiță |
| 9 septembrie 2018 13:00 | (13-20)               |         |                      | Sala Iris, București Arbitri: Ciutacu, Tiță |
| 9 septembrie 2018 13:00 | Cronica               |         |                      | Sala Iris, București Arbitri: Ciutacu, Tiță |

### Etapa II
| 15 septembrie 2018 11:00 | CS Dinamo București | 28 - 26 | ACS Școala 181 SSP București | Sala Iris, București Arbitri: Ionică, Mărgărit |
| 15 septembrie 2018 11:00 | (11-13)             |         |                              | Sala Iris, București Arbitri: Ionică, Mărgărit |
| 15 septembrie 2018 11:00 | Cronica             |         |                              | Sala Iris, București Arbitri: Ionică, Mărgărit |

| 16 septembrie 2018 11:00 | CS Rapid USL Metrou București | 36 - 13 | ACS Spartac București | Sala Rapid, București Arbitri: Enache, Răduț |
| 16 septembrie 2018 11:00 | (16-7)                        |         |                       | Sala Rapid, București Arbitri: Enache, Răduț |
| 16 septembrie 2018 11:00 | Cronica                       |         |                       | Sala Rapid, București Arbitri: Enache, Răduț |

| 16 septembrie 2018 11:00 | CSM București II | 20 - 27 | CSU Știința București | Sala Agronomia, București Arbitri: Doană, Gociu |
| 16 septembrie 2018 11:00 | (9-15)           |         |                       | Sala Agronomia, București Arbitri: Doană, Gociu |
| 16 septembrie 2018 11:00 | Cronica          |         |                       | Sala Agronomia, București Arbitri: Doană, Gociu |

| 16 septembrie 2018 14:00 | CS Danubius Călărași | 29 - 38 | CSA Steaua București | Sala Șc. 11 T. Vladimirescu, Călărași Arbitri: Chirițoiu, Neagu |
| 16 septembrie 2018 14:00 | (13-17)              |         |                      | Sala Șc. 11 T. Vladimirescu, Călărași Arbitri: Chirițoiu, Neagu |
| 16 septembrie 2018 14:00 | Cronica              |         |                      | Sala Șc. 11 T. Vladimirescu, Călărași Arbitri: Chirițoiu, Neagu |

### Etapa III
| 23 septembrie 2018 11:00 | ACS Școala 181 SSP București | 30 - 28 | CSM București II | Sala Iris, București Arbitri: Ciutacu, Tiță |
| 23 septembrie 2018 11:00 | (17-13)                      |         |                  | Sala Iris, București Arbitri: Ciutacu, Tiță |
| 23 septembrie 2018 11:00 | Cronica                      |         |                  | Sala Iris, București Arbitri: Ciutacu, Tiță |

| 23 septembrie 2018 13:00 | CSU Știința București | 39 - 14 | CS Danubius Călărași | Sala Iris, București Arbitri: Ionică, Mărgărit |
| 23 septembrie 2018 13:00 | (16-6)                |         |                      | Sala Iris, București Arbitri: Ionică, Mărgărit |
| 23 septembrie 2018 13:00 | Cronica               |         |                      | Sala Iris, București Arbitri: Ionică, Mărgărit |

| 23 septembrie 2018 15:00 | CSA Steaua București | 31 - 40 | CS Rapid USL Metrou București | Sala Iris, București Arbitri: Enache, Răduț |
| 23 septembrie 2018 15:00 |                      | (11-21) | Carabulea 9                   | Sala Iris, București Arbitri: Enache, Răduț |
| 23 septembrie 2018 15:00 | Cronica              |         |                               | Sala Iris, București Arbitri: Enache, Răduț |

| 23 septembrie 2018 17:00 | ACS Spartac București | 26 - 30 | CS Dinamo București | Sala Iris, București Arbitri: Mara, Stanciu |
| 23 septembrie 2018 17:00 | (13-12)               |         |                     | Sala Iris, București Arbitri: Mara, Stanciu |
| 23 septembrie 2018 17:00 | Cronica               |         |                     | Sala Iris, București Arbitri: Mara, Stanciu |

### Etapa IV
| 6 octombrie 2018 11:00 | CS Dinamo București | 25 - 32 | CSA Steaua București | Sala Iris, București Arbitri: Radu, Vișan |
| 6 octombrie 2018 11:00 | (11-12)             |         |                      | Sala Iris, București Arbitri: Radu, Vișan |
| 6 octombrie 2018 11:00 | Cronica             |         |                      | Sala Iris, București Arbitri: Radu, Vișan |

| 7 octombrie 2018 10:00 | CSM București II | 41 - 31 | ACS Spartac București | Sala Agronomia, București Arbitri: Dinu, Dogărescu |
| 7 octombrie 2018 10:00 | (22-14)          |         |                       | Sala Agronomia, București Arbitri: Dinu, Dogărescu |
| 7 octombrie 2018 10:00 | Cronica          |         |                       | Sala Agronomia, București Arbitri: Dinu, Dogărescu |

| 7 octombrie 2018 11:00 | CSU Știința București | 33 - 26 | ACS Școala 181 SSP București | Sala Iris, București Arbitri: Ciutacu, Tiță |
| 7 octombrie 2018 11:00 | (14-15)               |         |                              | Sala Iris, București Arbitri: Ciutacu, Tiță |
| 7 octombrie 2018 11:00 | Cronica               |         |                              | Sala Iris, București Arbitri: Ciutacu, Tiță |

| 7 octombrie 2018 12:30 | CS Danubius Călărași | 12 - 38 | CS Rapid USL Metrou București | Sala Șc. 11 T. Vladimirescu, Călărași Arbitri: Ivanciu, Nedelcu |
| 7 octombrie 2018 12:30 | (3-21)               |         |                               | Sala Șc. 11 T. Vladimirescu, Călărași Arbitri: Ivanciu, Nedelcu |
| 7 octombrie 2018 12:30 | Cronica              |         |                               | Sala Șc. 11 T. Vladimirescu, Călărași Arbitri: Ivanciu, Nedelcu |

### Etapa V
| 13 octombrie 2018 12:00 | ACS Spartac București | 13 - 39 | CSU Știința București | Sala Iris, București Arbitri: Șerbu, Vasilescu |
| 13 octombrie 2018 12:00 | (8-19)                |         |                       | Sala Iris, București Arbitri: Șerbu, Vasilescu |
| 13 octombrie 2018 12:00 | Cronica               |         |                       | Sala Iris, București Arbitri: Șerbu, Vasilescu |

| 14 octombrie 2018 10:30 | ACS Școala 181 SSP București | 39 - 16 | CS Danubius Călărași | Sala Iris, București Arbitri: Ghesoiu, Tănăsescu |
| 14 octombrie 2018 10:30 | (15-10)                      |         |                      | Sala Iris, București Arbitri: Ghesoiu, Tănăsescu |
| 14 octombrie 2018 10:30 | Cronica                      |         |                      | Sala Iris, București Arbitri: Ghesoiu, Tănăsescu |

| 14 octombrie 2018 11:00 | CS Rapid USL Metrou București | 33 - 19 | CS Dinamo București | Sala Rapid, București Arbitri: Ionică, Mărgărit |
| 14 octombrie 2018 11:00 | (14-9)                        |         |                     | Sala Rapid, București Arbitri: Ionică, Mărgărit |
| 14 octombrie 2018 11:00 | Cronica                       |         |                     | Sala Rapid, București Arbitri: Ionică, Mărgărit |

| 14 octombrie 2018 13:30 | CSA Steaua București | 24 - 27 | CSM București II | Sala Iris, București Arbitri: Barbu, Manafu |
| 14 octombrie 2018 13:30 | (13-13)              |         |                  | Sala Iris, București Arbitri: Barbu, Manafu |
| 14 octombrie 2018 13:30 | Cronica              |         |                  | Sala Iris, București Arbitri: Barbu, Manafu |

### Etapa VI
| 20 octombrie 2018 11:00 | CSU Știința București | 22 - 24 | CSA Steaua București | Sala Iris, București Arbitri: Drăgoi, Oprea |
| 20 octombrie 2018 11:00 | (11-12)               |         |                      | Sala Iris, București Arbitri: Drăgoi, Oprea |
| 20 octombrie 2018 11:00 | Cronica               |         |                      | Sala Iris, București Arbitri: Drăgoi, Oprea |

| 20 octombrie 2018 14:30 | CSM București II | 24 - 34 | CS Rapid USL Metrou București | Sala Elite, București Arbitri: Enache, Răduț |
| 20 octombrie 2018 14:30 | (12-19)          |         |                               | Sala Elite, București Arbitri: Enache, Răduț |
| 20 octombrie 2018 14:30 | Cronica          |         |                               | Sala Elite, București Arbitri: Enache, Răduț |

| 21 octombrie 2018 11:00 | CS Danubius Călărași | 25 - 31 | CS Dinamo București | Sala Șc. 11 T. Vladimirescu, Călărași Arbitri: Ghiță, Topliceanu |
| 21 octombrie 2018 11:00 |                      | (13-14) | Gîjulete 5          | Sala Șc. 11 T. Vladimirescu, Călărași Arbitri: Ghiță, Topliceanu |
| 21 octombrie 2018 11:00 | Cronica              |         |                     | Sala Șc. 11 T. Vladimirescu, Călărași Arbitri: Ghiță, Topliceanu |

| 21 octombrie 2018 11:00 | ACS Școala 181 SSP București | 37 - 17 | ACS Spartac București | Sala Iris, București Arbitri: Doană, Gociu |
| 21 octombrie 2018 11:00 | (17-11)                      |         |                       | Sala Iris, București Arbitri: Doană, Gociu |
| 21 octombrie 2018 11:00 | Cronica                      |         |                       | Sala Iris, București Arbitri: Doană, Gociu |

### Etapa VII
| 24 octombrie 2018 18:30 | CS Dinamo București | 25 - 29 | CSM București II | Sala Agronomia, București Arbitri: Mara, Stanciu |
| 24 octombrie 2018 18:30 | (13-12)             |         |                  | Sala Agronomia, București Arbitri: Mara, Stanciu |
| 24 octombrie 2018 18:30 | Cronica             |         |                  | Sala Agronomia, București Arbitri: Mara, Stanciu |

| 25 octombrie 2018 14:00 | CSA Steaua București | 24 - 27 | ACS Școala 181 SSP București | Sala Iris, București Arbitri: Ciutacu, Tiță |
| 25 octombrie 2018 14:00 | (11-12)              |         |                              | Sala Iris, București Arbitri: Ciutacu, Tiță |
| 25 octombrie 2018 14:00 | Cronica              |         |                              | Sala Iris, București Arbitri: Ciutacu, Tiță |

| 25 octombrie 2018 16:00 | ACS Spartac București | 19 - 17 | CS Danubius Călărași | Sala Iris, București Arbitri: Mărgărit, Pirciu |
| 25 octombrie 2018 16:00 | (9-9)                 |         |                      | Sala Iris, București Arbitri: Mărgărit, Pirciu |
| 25 octombrie 2018 16:00 | Cronica               |         |                      | Sala Iris, București Arbitri: Mărgărit, Pirciu |

| 25 octombrie 2018 17:00 | CS Rapid USL Metrou București | 29 - 32 | CSU Știința București | Sala Rapid, București Arbitri: Doană, Gociu |
| 25 octombrie 2018 17:00 | (16-14)                       |         |                       | Sala Rapid, București Arbitri: Doană, Gociu |
| 25 octombrie 2018 17:00 | Cronica                       |         |                       | Sala Rapid, București Arbitri: Doană, Gociu |

### Clasament tur
Clasament valabil pe 25 octombrie 2018, la finalul turului.
| Poz. | Echipa                        | J | V | E | Î | GM  | GP  | DG    | P  |
| ---- | ----------------------------- | - | - | - | - | --- | --- | ----- | -- |
| 1    | CS Rapid USL Metrou București | 7 | 6 | 0 | 1 | 244 | 148 | + 96  | 18 |
| 2    | CSU Știința București         | 7 | 6 | 0 | 1 | 222 | 137 | + 85  | 18 |
| 3    | ACS Școala 181 SSP București  | 7 | 4 | 0 | 3 | 202 | 180 | + 22  | 12 |
| 4    | CSM București II              | 7 | 4 | 0 | 3 | 211 | 195 | + 16  | 12 |
| 5    | CSA Steaua București          | 7 | 4 | 0 | 3 | 212 | 197 | + 15  | 12 |
| 6    | CS Dinamo București           | 7 | 3 | 0 | 4 | 169 | 201 | – 32  | 9  |
| 7    | ACS Spartac București         | 7 | 1 | 0 | 6 | 146 | 239 | – 93  | 3  |
| 8    | CS Danubius Călărași          | 7 | 0 | 0 | 7 | 137 | 246 | – 109 | 0  |

### Rezultate în retur
Date oficiale publicate de Federația Română de Handbal

### Etapa VIII
| 28 octombrie 2018 11:00 | CS Rapid USL Metrou București | 34 - 17 | ACS Școala 181 SSP București | Sala Rapid, București Arbitri: Radu, Vișan |
| 28 octombrie 2018 11:00 | (18-7)                        |         |                              | Sala Rapid, București Arbitri: Radu, Vișan |
| 28 octombrie 2018 11:00 | Cronica                       |         |                              | Sala Rapid, București Arbitri: Radu, Vișan |

| 28 octombrie 2018 11:00 | CS Dinamo București | 17 - 37 | CSU Știința București | Sala Iris, București Arbitri: Enache, Răduț |
| 28 octombrie 2018 11:00 | (9-20)              |         |                       | Sala Iris, București Arbitri: Enache, Răduț |
| 28 octombrie 2018 11:00 | Cronica             |         |                       | Sala Iris, București Arbitri: Enache, Răduț |

| 28 octombrie 2018 12:00 | CS Danubius Călărași | 26 - 36 | CSM București II | Sala Șc. 11 T. Vladimirescu, Călărași Arbitri: Cazan, Suliman |
| 28 octombrie 2018 12:00 | (12-16)              |         |                  | Sala Șc. 11 T. Vladimirescu, Călărași Arbitri: Cazan, Suliman |
| 28 octombrie 2018 12:00 | Cronica              |         |                  | Sala Șc. 11 T. Vladimirescu, Călărași Arbitri: Cazan, Suliman |

| 28 octombrie 2018 13:00 | CSA Steaua București | 33 - 20 | ACS Spartac București | Sala Iris, București Arbitri: Drăgoi, Oprea |
| 28 octombrie 2018 13:00 | (16-10)              |         |                       | Sala Iris, București Arbitri: Drăgoi, Oprea |
| 28 octombrie 2018 13:00 | Cronica              |         |                       | Sala Iris, București Arbitri: Drăgoi, Oprea |

### Etapa IX
| 1 noiembrie 2018 16:00 | CSU Știința București | 27 - 20 | CSM București II | Sala Iris, București Arbitri: Ciutacu, Tiță |
| 1 noiembrie 2018 16:00 | (15-11)               |         |                  | Sala Iris, București Arbitri: Ciutacu, Tiță |
| 1 noiembrie 2018 16:00 | Cronica               |         |                  | Sala Iris, București Arbitri: Ciutacu, Tiță |

| 1 noiembrie 17:00 | ACS Spartac București | 15 - 40 | CS Rapid USL Metrou București | Sala Rapid, București Arbitri: Enache, Răduț |
| 1 noiembrie 17:00 | (10-18)               |         |                               | Sala Rapid, București Arbitri: Enache, Răduț |
| 1 noiembrie 17:00 | Cronica               |         |                               | Sala Rapid, București Arbitri: Enache, Răduț |

| 1 noiembrie 2018 17:30 | ACS Școala 181 SSP București | 31 - 27 | CS Dinamo București | Sala Iris, București Arbitri: Costache, Vasile |
| 1 noiembrie 2018 17:30 | (13-11)                      |         |                     | Sala Iris, București Arbitri: Costache, Vasile |
| 1 noiembrie 2018 17:30 | Cronica                      |         |                     | Sala Iris, București Arbitri: Costache, Vasile |

| 2 noiembrie 2018 16:30 | CSA Steaua București | 33 - 21 | CS Danubius Călărași | Sala Iris, București Arbitri: Cristea, Marin |
| 2 noiembrie 2018 16:30 | (15-10)              |         |                      | Sala Iris, București Arbitri: Cristea, Marin |
| 2 noiembrie 2018 16:30 | Cronica              |         |                      | Sala Iris, București Arbitri: Cristea, Marin |

### Etapa X
| 4 noiembrie 2018 10:00 | CSM București II | 33 - 25 | ACS Școala 181 SSP București | Sala Agronomia, București Arbitri: Mara, Stanciu |
| 4 noiembrie 2018 10:00 | (13-11)          |         |                              | Sala Agronomia, București Arbitri: Mara, Stanciu |
| 4 noiembrie 2018 10:00 | Cronica          |         |                              | Sala Agronomia, București Arbitri: Mara, Stanciu |

| 4 noiembrie 2018 11:00 | CS Rapid USL Metrou București | 41 - 28 | CSA Steaua București | Sala Rapid, București Arbitri: Dinu, Dogărescu |
| 4 noiembrie 2018 11:00 | (21-12)                       |         |                      | Sala Rapid, București Arbitri: Dinu, Dogărescu |
| 4 noiembrie 2018 11:00 | Cronica                       |         |                      | Sala Rapid, București Arbitri: Dinu, Dogărescu |

| 4 noiembrie 2018 11:00 | CS Dinamo București | 37 - 19 | ACS Spartac București | Sala Iris, București Arbitri: Constantin, Gal |
| 4 noiembrie 2018 11:00 | Birton 8            | (17-9)  |                       | Sala Iris, București Arbitri: Constantin, Gal |
| 4 noiembrie 2018 11:00 | Cronica             |         |                       | Sala Iris, București Arbitri: Constantin, Gal |

| 4 noiembrie 2018 15:00 | CS Danubius Călărași | 17 - 41 | CSU Știința București | Sala Șc. 11 T. Vladimirescu, Călărași Arbitri: Ghesoiu, Tănăsescu |
| 4 noiembrie 2018 15:00 | (9-21)               |         |                       | Sala Șc. 11 T. Vladimirescu, Călărași Arbitri: Ghesoiu, Tănăsescu |
| 4 noiembrie 2018 15:00 | Cronica              |         |                       | Sala Șc. 11 T. Vladimirescu, Călărași Arbitri: Ghesoiu, Tănăsescu |

### Etapa XI
| 8 noiembrie 2018 16:30 | ACS Școala 181 SSP București | 19 - 36 | CSU Știința București | Sala Iris, București Arbitri: Dinu, Dogărescu |
| 8 noiembrie 2018 16:30 | (9-16)                       |         |                       | Sala Iris, București Arbitri: Dinu, Dogărescu |
| 8 noiembrie 2018 16:30 | Cronica                      |         |                       | Sala Iris, București Arbitri: Dinu, Dogărescu |

| 8 noiembrie 2018 15:00 | CSA Steaua București | 24 - 24 | CS Dinamo București | Sala Iris, București Arbitri: Enache, Răduț |
| 8 noiembrie 2018 15:00 | (9-13)               |         |                     | Sala Iris, București Arbitri: Enache, Răduț |
| 8 noiembrie 2018 15:00 | Cronica              |         |                     | Sala Iris, București Arbitri: Enache, Răduț |

| 11 noiembrie 2018 11:00 | ACS Spartac București | 22 - 34 | CSM București II | Sala Iris, București Arbitri: Ciutacu, Tiță |
| 11 noiembrie 2018 11:00 | (9-20)                |         |                  | Sala Iris, București Arbitri: Ciutacu, Tiță |
| 11 noiembrie 2018 11:00 | Cronica               |         |                  | Sala Iris, București Arbitri: Ciutacu, Tiță |

| 11 noiembrie 2018 12:30 | CS Rapid USL Metrou București | 40 - 19 | CS Danubius Călărași | Sala Rapid, București Arbitri: Dumitru, Ionescu |
| 11 noiembrie 2018 12:30 | (19-9)                        |         |                      | Sala Rapid, București Arbitri: Dumitru, Ionescu |
| 11 noiembrie 2018 12:30 | Cronica                       |         |                      | Sala Rapid, București Arbitri: Dumitru, Ionescu |

### Etapa XII
| 16 noiembrie 2018 18:30 | CSM București II | 28 - 24 | CSA Steaua București | Sala Agronomia, București Arbitri: Enache, Răduț |
| 16 noiembrie 2018 18:30 | (16-16)          |         |                      | Sala Agronomia, București Arbitri: Enache, Răduț |
| 16 noiembrie 2018 18:30 | Cronica          |         |                      | Sala Agronomia, București Arbitri: Enache, Răduț |

| 17 noiembrie 2018 14:00 | CS Dinamo București | 22 - 43 | CS Rapid USL Metrou București | Sala Iris, București Arbitri: Mara, Stanciu |
| 17 noiembrie 2018 14:00 | (10-20)             |         |                               | Sala Iris, București Arbitri: Mara, Stanciu |
| 17 noiembrie 2018 14:00 | Cronica             |         |                               | Sala Iris, București Arbitri: Mara, Stanciu |

| 18 noiembrie 2018 11:00 | CSU Știința București | 37 - 13 | ACS Spartac București | Sala Iris, București Arbitri: Lungu, Paraschiv |
| 18 noiembrie 2018 11:00 | (19-7)                |         |                       | Sala Iris, București Arbitri: Lungu, Paraschiv |
| 18 noiembrie 2018 11:00 | Cronica               |         |                       | Sala Iris, București Arbitri: Lungu, Paraschiv |

| 18 noiembrie 2018 12:00 | CS Danubius Călărași | 29 - 23 | ACS Școala 181 SSP București | Sala Șc. 11 T. Vladimirescu, Călărași Arbitri: Chirițoiu, Neagu |
| 18 noiembrie 2018 12:00 | (14-12)              |         |                              | Sala Șc. 11 T. Vladimirescu, Călărași Arbitri: Chirițoiu, Neagu |
| 18 noiembrie 2018 12:00 | Cronica              |         |                              | Sala Șc. 11 T. Vladimirescu, Călărași Arbitri: Chirițoiu, Neagu |

### Etapa XIII
| 20 decembrie 2018 16:30 | CSA Steaua București | 16 - 22 | CSU Știința București | Sala Iris, București Arbitri: Radu, Vișan |
| 20 decembrie 2018 16:30 | (8-10)               |         |                       | Sala Iris, București Arbitri: Radu, Vișan |
| 20 decembrie 2018 16:30 | Cronica              |         |                       | Sala Iris, București Arbitri: Radu, Vișan |

| 20 decembrie 2018 17:00 | CS Rapid USL Metrou București | 32 - 19 | CSM București II | Sala Rapid, București Arbitri: Ciutacu, Tiță |
| 20 decembrie 2018 17:00 | (16-7)                        |         |                  | Sala Rapid, București Arbitri: Ciutacu, Tiță |
| 20 decembrie 2018 17:00 | Cronica                       |         |                  | Sala Rapid, București Arbitri: Ciutacu, Tiță |

| 20 decembrie 2018 18:00 | ACS Spartac București | 24 - 50 | ACS Școala 181 SSP București | Sala Iris, București Arbitri: Dinu, Dogărescu |
| 20 decembrie 2018 18:00 | (11-26)               |         |                              | Sala Iris, București Arbitri: Dinu, Dogărescu |
| 20 decembrie 2018 18:00 | Cronica               |         |                              | Sala Iris, București Arbitri: Dinu, Dogărescu |

| 21 decembrie 2018 14:30 | CS Dinamo București | 32 - 22 | CS Danubius Călărași | Sala Apollo, București Arbitri: Lungu, Paraschiv |
| 21 decembrie 2018 14:30 | (17-9)              |         |                      | Sala Apollo, București Arbitri: Lungu, Paraschiv |
| 21 decembrie 2018 14:30 | Cronica             |         |                      | Sala Apollo, București Arbitri: Lungu, Paraschiv |

### Etapa XIV
| 6 ianuarie 2019 11:00 | CSM București II | 22 - 29 | CS Dinamo București | Sala Agronomia, București Arbitri: Enache, Răduț |
| 6 ianuarie 2019 11:00 | (14-13)          |         |                     | Sala Agronomia, București Arbitri: Enache, Răduț |
| 6 ianuarie 2019 11:00 | Cronica          |         |                     | Sala Agronomia, București Arbitri: Enache, Răduț |

| 6 ianuarie 2019 11:00 | CSU Știința București | 24 - 26 | CS Rapid USL Metrou București | Sala Iris, București Arbitri: Năstase, Stancu |
| 6 ianuarie 2019 11:00 | Ilie, Pârvu 5         | (14-9)  | Bazon 11                      | Sala Iris, București Arbitri: Năstase, Stancu |
| 6 ianuarie 2019 11:00 | Cronica               |         |                               | Sala Iris, București Arbitri: Năstase, Stancu |

| 6 ianuarie 2019 12:30 | CS Danubius Călărași | 35 - 22 | ACS Spartac București | Sala Șc. 11 T. Vladimirescu, Călărași Arbitri: Ghiță, Topliceanu |
| 6 ianuarie 2019 12:30 | Croitoru 16          | (21-8)  |                       | Sala Șc. 11 T. Vladimirescu, Călărași Arbitri: Ghiță, Topliceanu |
| 6 ianuarie 2019 12:30 | Cronica              |         |                       | Sala Șc. 11 T. Vladimirescu, Călărași Arbitri: Ghiță, Topliceanu |

| 6 ianuarie 2019 13:00 | ACS Școala 181 SSP București | 22 - 36 | CSA Steaua București | Sala Iris, București Arbitri: Dinu, Constantin |
| 6 ianuarie 2019 13:00 | (12-17)                      |         |                      | Sala Iris, București Arbitri: Dinu, Constantin |
| 6 ianuarie 2019 13:00 | Cronica                      |         |                      | Sala Iris, București Arbitri: Dinu, Constantin |

### Clasament retur
Clasament valabil pe 6 ianuarie 2019, la finalul returului.
| Poz. | Echipa                        | J  | V  | E | Î  | GM  | GP  | DG    | P  |
| ---- | ----------------------------- | -- | -- | - | -- | --- | --- | ----- | -- |
| 1    | CS Rapid USL Metrou București | 14 | 13 | 0 | 1  | 500 | 292 | + 208 | 39 |
| 2    | CSU Știința București         | 14 | 12 | 0 | 2  | 446 | 255 | + 191 | 36 |
| 3    | CSM București II              | 14 | 8  | 0 | 6  | 403 | 380 | + 23  | 24 |
| 4    | CSA Steaua București          | 14 | 7  | 1 | 6  | 406 | 376 | + 30  | 22 |
| 5    | ACS Școala 181 SSP București  | 14 | 6  | 0 | 8  | 390 | 399 | – 9   | 18 |
| 6    | CS Dinamo București           | 14 | 6  | 1 | 7  | 357 | 399 | – 42  | 18 |
| 7    | CS Danubius Călărași          | 14 | 2  | 0 | 12 | 306 | 473 | – 167 | 6  |
| 8    | ACS Spartac București         | 14 | 1  | 0 | 13 | 281 | 505 | – 226 | 3  |

### Rezultate în tur
Date oficiale publicate de Federația Română de Handbal

### Etapa XV
| 10 ianuarie 2019 16:30 | CSU Știința București | 21 - 18 | CS Dinamo București | Sala Iris, București Arbitri: Constantin, Gal |
| 10 ianuarie 2019 16:30 | Ilie 8                | (11-12) | Predoi 5            | Sala Iris, București Arbitri: Constantin, Gal |
| 10 ianuarie 2019 16:30 | Cronica               |         |                     | Sala Iris, București Arbitri: Constantin, Gal |

| 10 ianuarie 2019 18:00 | ACS Spartac București | 25 - 41 | CSA Steaua București | Sala Iris, București Arbitri: Enache, Răduț |
| 10 ianuarie 2019 18:00 | (11-22)               |         |                      | Sala Iris, București Arbitri: Enache, Răduț |
| 10 ianuarie 2019 18:00 | Cronica               |         |                      | Sala Iris, București Arbitri: Enache, Răduț |

| 10 ianuarie 2019 18:30 | CSM București II | 45 - 21 | CS Danubius Călărași | Sala Agronomia, București Arbitri: Chirițoiu, Neagu |
| 10 ianuarie 2019 18:30 |                  | (26-8)  | Croitoru 8           | Sala Agronomia, București Arbitri: Chirițoiu, Neagu |
| 10 ianuarie 2019 18:30 | Cronica          |         |                      | Sala Agronomia, București Arbitri: Chirițoiu, Neagu |

| 10 ianuarie 2019 19:30 | ACS Școala 181 SSP București | 22 - 42 | CS Rapid USL Metrou București | Sala Rapid, București Arbitri: Ciutacu, Tiță |
| 10 ianuarie 2019 19:30 |                              | (11-21) | Ilie, Trăilă 8                | Sala Rapid, București Arbitri: Ciutacu, Tiță |
| 10 ianuarie 2019 19:30 | Cronica                      |         |                               | Sala Rapid, București Arbitri: Ciutacu, Tiță |

### Etapa XVI
| 13 ianuarie 2019 11:00 | CSM București II | 22 - 28 | CSU Știința București | Sala Agronomia, București Arbitri: Iacob, Savu |
| 13 ianuarie 2019 11:00 | (12-12)          |         |                       | Sala Agronomia, București Arbitri: Iacob, Savu |
| 13 ianuarie 2019 11:00 | Cronica          |         |                       | Sala Agronomia, București Arbitri: Iacob, Savu |

| 13 ianuarie 2019 11:00 | CS Dinamo București | 30 - 16 | ACS Școala 181 SSP București | Sala Iris, București Arbitri: Basso, Tofan |
| 13 ianuarie 2019 11:00 | Gîjulete, Mihai 6   | (14-7)  | Milea, Roșu 3                | Sala Iris, București Arbitri: Basso, Tofan |
| 13 ianuarie 2019 11:00 | Cronica             |         |                              | Sala Iris, București Arbitri: Basso, Tofan |

| 13 ianuarie 2019 12:00 | CS Rapid USL Metrou București | 44 - 17 | ACS Spartac București | Sala Rapid, București Arbitri: Cristea, Marin |
| 13 ianuarie 2019 12:00 | Carabulea 11                  | (22-7)  |                       | Sala Rapid, București Arbitri: Cristea, Marin |
| 13 ianuarie 2019 12:00 | Cronica                       |         |                       | Sala Rapid, București Arbitri: Cristea, Marin |

| 13 ianuarie 2019 12:00 | CS Danubius Călărași | 26 - 31 | CSA Steaua București | Sala Polivalentă, Călărași Arbitri: Popa, Velișca |
| 13 ianuarie 2019 12:00 | Croitoru 12          | (15-18) | Zamfira 11           | Sala Polivalentă, Călărași Arbitri: Popa, Velișca |
| 13 ianuarie 2019 12:00 | Cronica              |         |                      | Sala Polivalentă, Călărași Arbitri: Popa, Velișca |

### Etapa XVII
| 19 ianuarie 2019 17:00 | ACS Spartac București | 18 - 25 | CS Dinamo București | Sala Iris, București Arbitri: Mara, Stanciu |
| 19 ianuarie 2019 17:00 | (6-17)                |         |                     | Sala Iris, București Arbitri: Mara, Stanciu |
| 19 ianuarie 2019 17:00 | Cronica               |         |                     | Sala Iris, București Arbitri: Mara, Stanciu |

| 20 ianuarie 2019 10:30 | CSU Știința București | 36 - 6 | CS Danubius Călărași | Sala Iris, București Arbitri: Ivanciu, Nedelcu |
| 20 ianuarie 2019 10:30 | (13-3)                |        |                      | Sala Iris, București Arbitri: Ivanciu, Nedelcu |
| 20 ianuarie 2019 10:30 | Cronica               |        |                      | Sala Iris, București Arbitri: Ivanciu, Nedelcu |

| 20 ianuarie 2019 12:30 | ACS Școala 181 SSP București | 33 - 27 | CSM București II | Sala Iris, București Arbitri: Ciutacu, Tiță |
| 20 ianuarie 2019 12:30 | (15-16)                      |         |                  | Sala Iris, București Arbitri: Ciutacu, Tiță |
| 20 ianuarie 2019 12:30 | Cronica                      |         |                  | Sala Iris, București Arbitri: Ciutacu, Tiță |

| 20 ianuarie 2019 14:30 | CSA Steaua București | 23 - 29 | CS Rapid USL Metrou București | Sala Iris, București Arbitri: Constantin, Gal |
| 20 ianuarie 2019 14:30 | (13-11)              |         |                               | Sala Iris, București Arbitri: Constantin, Gal |
| 20 ianuarie 2019 14:30 | Cronica              |         |                               | Sala Iris, București Arbitri: Constantin, Gal |

### Etapa XVIII
| 25 ianuarie 2019 14:30 | CS Dinamo București | 33 - 24 | CSA Steaua București | Sala Iris, București Arbitri: Cazan, Suliman |
| 25 ianuarie 2019 14:30 | (13-11)             |         |                      | Sala Iris, București Arbitri: Cazan, Suliman |
| 25 ianuarie 2019 14:30 | Cronica             |         |                      | Sala Iris, București Arbitri: Cazan, Suliman |

| 27 ianuarie 2019 11:00 | CSU Știința București | 34 - 10 | ACS Școala 181 SSP București | Sala Iris, București Arbitri: Iacob, Savu |
| 27 ianuarie 2019 11:00 | (16-9)                |         |                              | Sala Iris, București Arbitri: Iacob, Savu |
| 27 ianuarie 2019 11:00 | Cronica               |         |                              | Sala Iris, București Arbitri: Iacob, Savu |

| 27 ianuarie 2019 11:30 | CSM București II | 38 - 16 | ACS Spartac București | Sala Agronomia, București Arbitri: Nițișor, Stamatoiu |
| 27 ianuarie 2019 11:30 | (17-10)          |         |                       | Sala Agronomia, București Arbitri: Nițișor, Stamatoiu |
| 27 ianuarie 2019 11:30 | Cronica          |         |                       | Sala Agronomia, București Arbitri: Nițișor, Stamatoiu |

| 27 ianuarie 2019 12:30 | CS Danubius Călărași | 14 - 27 | CS Rapid USL Metrou București | Sala Polivalentă, Călărași Arbitri: Ghiță, Topliceanu |
| 27 ianuarie 2019 12:30 | (9-14)               |         |                               | Sala Polivalentă, Călărași Arbitri: Ghiță, Topliceanu |
| 27 ianuarie 2019 12:30 | Cronica              |         |                               | Sala Polivalentă, Călărași Arbitri: Ghiță, Topliceanu |

### Etapa XIX
| 3 februarie 2019 11:00 | ACS Spartac București | 17 - 46 | CSU Știința București | Sala Iris, București Arbitri: Dinu, Dogărescu |
| 3 februarie 2019 11:00 | (6-25)                |         |                       | Sala Iris, București Arbitri: Dinu, Dogărescu |
| 3 februarie 2019 11:00 | Cronica               |         |                       | Sala Iris, București Arbitri: Dinu, Dogărescu |

| 3 februarie 2019 13:00 | CS Rapid USL Metrou București | 26 - 23 | CS Dinamo București | Sala Rapid, București Arbitri: Costache, Vasile |
| 3 februarie 2019 13:00 | Trifan 6                      | (15-11) | Predoi 7            | Sala Rapid, București Arbitri: Costache, Vasile |
| 3 februarie 2019 13:00 | Cronica                       |         |                     | Sala Rapid, București Arbitri: Costache, Vasile |

| 3 februarie 2019 13:00 | ACS Școala 181 SSP București | 37 - 28 | CS Danubius Călărași | Sala Iris, București Arbitri: Cristea, Marin |
| 3 februarie 2019 13:00 | (15-19)                      |         |                      | Sala Iris, București Arbitri: Cristea, Marin |
| 3 februarie 2019 13:00 | Cronica                      |         |                      | Sala Iris, București Arbitri: Cristea, Marin |

| 3 februarie 2019 15:00 | CSA Steaua București | 29 - 30 | CSM București II | Sala Iris, București Arbitri: Ivanciu, Nedelcu |
| 3 februarie 2019 15:00 | (13-11)              |         |                  | Sala Iris, București Arbitri: Ivanciu, Nedelcu |
| 3 februarie 2019 15:00 | Cronica              |         |                  | Sala Iris, București Arbitri: Ivanciu, Nedelcu |

### Etapa XX
| 7 februarie 2019 16:30 | CSU Știința București | 28 - 24 | CSA Steaua București | Sala Iris, București Arbitri: Ciutacu, Tiță |
| 7 februarie 2019 16:30 | Grigoraș 6            | (16-14) | Zamfira 10           | Sala Iris, București Arbitri: Ciutacu, Tiță |
| 7 februarie 2019 16:30 | Cronica               |         |                      | Sala Iris, București Arbitri: Ciutacu, Tiță |

| 7 februarie 2019 16:30 | CSM București II | 25 - 41 | CS Rapid USL Metrou București | Sala Agronomia, București Arbitri: Dinu, Dogărescu |
| 7 februarie 2019 16:30 | (12-21)          |         |                               | Sala Agronomia, București Arbitri: Dinu, Dogărescu |
| 7 februarie 2019 16:30 | Cronica          |         |                               | Sala Agronomia, București Arbitri: Dinu, Dogărescu |

| 7 februarie 2019 17:15 | CS Danubius Călărași | 23 - 25 | CS Dinamo București | Sala Șc. 11 T. Vladimirescu, Călărași Arbitri: Chirițoiu, Neagu |
| 7 februarie 2019 17:15 | Croitoru 14          | (12-12) | Gîjulete 7          | Sala Șc. 11 T. Vladimirescu, Călărași Arbitri: Chirițoiu, Neagu |
| 7 februarie 2019 17:15 | Cronica              |         |                     | Sala Șc. 11 T. Vladimirescu, Călărași Arbitri: Chirițoiu, Neagu |

| 7 februarie 2019 18:00 | ACS Școala 181 SSP București | 36 - 28 | ACS Spartac București | Sala Iris, București Arbitri: Radu, Vișan |
| 7 februarie 2019 18:00 | (19-12)                      |         |                       | Sala Iris, București Arbitri: Radu, Vișan |
| 7 februarie 2019 18:00 | Cronica                      |         |                       | Sala Iris, București Arbitri: Radu, Vișan |

### Etapa XXI
| 9 februarie 2019 14:00 | CSA Steaua București | 37 - 28 | ACS Școala 181 SSP București | Sala Iris, București Arbitri: Ivanciu, Nedelcu |
| 9 februarie 2019 14:00 | (17-13)              |         |                              | Sala Iris, București Arbitri: Ivanciu, Nedelcu |
| 9 februarie 2019 14:00 | Cronica              |         |                              | Sala Iris, București Arbitri: Ivanciu, Nedelcu |

| 10 februarie 2019 11:00 | ACS Spartac București | 25 - 28 | CS Danubius Călărași | Sala Iris, București Arbitri: Sîrbu, Stuparu |
| 10 februarie 2019 11:00 | (11-16)               |         |                      | Sala Iris, București Arbitri: Sîrbu, Stuparu |
| 10 februarie 2019 11:00 | Cronica               |         |                      | Sala Iris, București Arbitri: Sîrbu, Stuparu |

| 10 februarie 2019 12:30 | CS Rapid USL Metrou București | 25 - 19 | CSU Știința București | Sala Rapid, București Arbitri: Constantin, Gal |
| 10 februarie 2019 12:30 | Trifan 7                      | (13-10) | Bucă 10               | Sala Rapid, București Arbitri: Constantin, Gal |
| 10 februarie 2019 12:30 | Cronica                       |         |                       | Sala Rapid, București Arbitri: Constantin, Gal |

| 10 februarie 2019 13:00 | CS Dinamo București | 31 - 26 | CSM București II | Sala Iris, București Arbitri: Cazan, Suliman |
| 10 februarie 2019 13:00 | (17-14)             |         |                  | Sala Iris, București Arbitri: Cazan, Suliman |
| 10 februarie 2019 13:00 | Cronica             |         |                  | Sala Iris, București Arbitri: Cazan, Suliman |

### Clasament tur
Clasament valabil pe 10 februarie 2019, la finalul turului.
| Poz. | Echipa                        | J  | V  | E | Î  | GM  | GP  | DG    | P  |
| ---- | ----------------------------- | -- | -- | - | -- | --- | --- | ----- | -- |
| 1    | CS Rapid USL Metrou București | 21 | 20 | 0 | 1  | 734 | 435 | + 299 | 60 |
| 2    | CSU Știința București         | 21 | 18 | 0 | 3  | 658 | 387 | + 271 | 54 |
| 3    | CS Dinamo București           | 21 | 11 | 1 | 9  | 542 | 553 | – 11  | 34 |
| 4    | CSM București II              | 21 | 11 | 0 | 10 | 616 | 579 | + 37  | 33 |
| 5    | CSA Steaua București          | 21 | 10 | 1 | 10 | 615 | 575 | + 40  | 31 |
| 6    | ACS Școala 181 SSP București  | 21 | 9  | 0 | 12 | 572 | 625 | – 53  | 27 |
| 7    | CS Danubius Călărași          | 21 | 3  | 0 | 18 | 452 | 699 | – 247 | 9  |
| 8    | ACS Spartac București         | 21 | 1  | 0 | 20 | 427 | 763 | – 336 | 3  |

### Rezultate în retur
Date oficiale publicate de Federația Română de Handbal

### Etapa XXII
| 3 martie 2019 11:00 | CS Dinamo București | 22 - 23 | CSU Știința București | Sala Iris, București Arbitri: Cazan, Suliman |
| 3 martie 2019 11:00 | (13-15)             |         |                       | Sala Iris, București Arbitri: Cazan, Suliman |
| 3 martie 2019 11:00 | Cronica             |         |                       | Sala Iris, București Arbitri: Cazan, Suliman |

| 3 martie 2019 12:00 | CS Danubius Călărași | 23 - 32 | CSM București II | Sala Șc. 11 T. Vladimirescu, Călărași Arbitri: Ghesoiu, Tănăsescu |
| 3 martie 2019 12:00 | (12-15)              |         |                  | Sala Șc. 11 T. Vladimirescu, Călărași Arbitri: Ghesoiu, Tănăsescu |
| 3 martie 2019 12:00 | Cronica              |         |                  | Sala Șc. 11 T. Vladimirescu, Călărași Arbitri: Ghesoiu, Tănăsescu |

| 3 martie 2019 12:30 | CS Rapid USL Metrou București | 38 - 21 | ACS Școala 181 SSP București | Sala Rapid, București Arbitri: Mara, Stanciu |
| 3 martie 2019 12:30 | (17-10)                       |         |                              | Sala Rapid, București Arbitri: Mara, Stanciu |
| 3 martie 2019 12:30 | Cronica                       |         |                              | Sala Rapid, București Arbitri: Mara, Stanciu |

| 3 martie 2019 13:00 | CSA Steaua București | 40 - 29 | ACS Spartac București | Sala Iris, București Arbitri: Cristea, Marin |
| 3 martie 2019 13:00 | (18-15)              |         |                       | Sala Iris, București Arbitri: Cristea, Marin |
| 3 martie 2019 13:00 | Cronica              |         |                       | Sala Iris, București Arbitri: Cristea, Marin |

### Etapa XXIII
| 7 martie 2019 16:30 | CSU Știința București | 31 - 24 | CSM București II | Sala Iris, București Arbitri: Enache, Răduț |
| 7 martie 2019 16:30 | (16-12)               |         |                  | Sala Iris, București Arbitri: Enache, Răduț |
| 7 martie 2019 16:30 | Cronica               |         |                  | Sala Iris, București Arbitri: Enache, Răduț |

| 10 martie 2019 11:00 | CSA Steaua București | 31 - 24 | CS Danubius Călărași | Sala Iris, București Arbitri: Samson, Trandafirescu |
| 10 martie 2019 11:00 | (15-9)               |         |                      | Sala Iris, București Arbitri: Samson, Trandafirescu |
| 10 martie 2019 11:00 | Cronica              |         |                      | Sala Iris, București Arbitri: Samson, Trandafirescu |

| 1 noiembrie 17:00 | ACS Spartac București | 8 - 39 | CS Rapid USL Metrou București | Sala Rapid, București Arbitri: Radu, Vișan |
| 1 noiembrie 17:00 | (8-20)                |        |                               | Sala Rapid, București Arbitri: Radu, Vișan |
| 1 noiembrie 17:00 | Cronica               |        |                               | Sala Rapid, București Arbitri: Radu, Vișan |

| 10 martie 2019 12:30 | ACS Școala 181 SSP București | 29 - 30 | CS Dinamo București | Sala Iris, București Arbitri: Ciutacu, Tiță |
| 10 martie 2019 12:30 | (16-17)                      |         |                     | Sala Iris, București Arbitri: Ciutacu, Tiță |
| 10 martie 2019 12:30 | Cronica                      |         |                     | Sala Iris, București Arbitri: Ciutacu, Tiță |

### Etapa XXIV
| 13 martie 2019 15:00 | CS Dinamo București | 38 - 24 | ACS Spartac București | Sala Agronomia, București Arbitri: Drăgoi, Oprea |
| 13 martie 2019 15:00 | (16-11)             |         |                       | Sala Agronomia, București Arbitri: Drăgoi, Oprea |
| 13 martie 2019 15:00 | Cronica             |         |                       | Sala Agronomia, București Arbitri: Drăgoi, Oprea |

| 13 martie 2019 19:00 | CS Rapid USL Metrou București | 33 - 25 | CSA Steaua București | Sala Rapid, București Arbitri: Mărgărit, Pirciu |
| 13 martie 2019 19:00 | Brătulescu 7                  | (13-9)  | Zamfira 11           | Sala Rapid, București Arbitri: Mărgărit, Pirciu |
| 13 martie 2019 19:00 | Cronica                       |         |                      | Sala Rapid, București Arbitri: Mărgărit, Pirciu |

| 17 martie 2019 00:00 | CS Danubius Călărași | 14 - 30 | CSU Știința București | Sala Șc. 11 T. Vladimirescu, Călărași Arbitri: Ivanciu, Nedelcu |
| 17 martie 2019 00:00 | (7-13)               |         |                       | Sala Șc. 11 T. Vladimirescu, Călărași Arbitri: Ivanciu, Nedelcu |
| 17 martie 2019 00:00 | Cronica              |         |                       | Sala Șc. 11 T. Vladimirescu, Călărași Arbitri: Ivanciu, Nedelcu |

| 17 martie 2019 09:30 | CSM București II | 30 - 26 | ACS Școala 181 SSP București | Sala Agronomia, București Arbitri: Ghesoiu, Tănăsescu |
| 17 martie 2019 09:30 | (18-14)          |         |                              | Sala Agronomia, București Arbitri: Ghesoiu, Tănăsescu |
| 17 martie 2019 09:30 | Cronica          |         |                              | Sala Agronomia, București Arbitri: Ghesoiu, Tănăsescu |

### Etapa XXV
| 28 martie 2019 18:30 | ACS Spartac București | 20 - 34 | CSM București II | Sala Agronomia, București Arbitri: Ciutacu, Tiță |
| 28 martie 2019 18:30 | (7-19)                |         |                  | Sala Agronomia, București Arbitri: Ciutacu, Tiță |
| 28 martie 2019 18:30 | Cronica               |         |                  | Sala Agronomia, București Arbitri: Ciutacu, Tiță |

| 31 martie 2019 13:00 | ACS Școala 181 SSP București | 24 - 34 | CSU Știința București | Sala Iris, București Arbitri: Costache, Vasile |
| 31 martie 2019 13:00 | (7-15)                       |         |                       | Sala Iris, București Arbitri: Costache, Vasile |
| 31 martie 2019 13:00 | Cronica                      |         |                       | Sala Iris, București Arbitri: Costache, Vasile |

| 31 martie 2019 12:30 | CS Rapid USL Metrou București | 41 - 11 | CS Danubius Călărași | Sala Rapid, București Arbitri: Ionică, Mărgărit |
| 31 martie 2019 12:30 | (22-5)                        |         |                      | Sala Rapid, București Arbitri: Ionică, Mărgărit |
| 31 martie 2019 12:30 | Cronica                       |         |                      | Sala Rapid, București Arbitri: Ionică, Mărgărit |

| 31 martie 2019 13:00 | CSA Steaua București | 32 - 38 | CS Dinamo București | Sala Iris, București Arbitri: Enache, Răduț |
| 31 martie 2019 13:00 | (15-18)              |         |                     | Sala Iris, București Arbitri: Enache, Răduț |
| 31 martie 2019 13:00 | Cronica              |         |                     | Sala Iris, București Arbitri: Enache, Răduț |

### Etapa XXVI
| 6 aprilie 2019 11:00 | CSU Știința București | 35 - 9 | ACS Spartac București | Sala Iris, București Arbitri: Geaburu, Mitran |
| 6 aprilie 2019 11:00 | (18-4)                |        |                       | Sala Iris, București Arbitri: Geaburu, Mitran |
| 6 aprilie 2019 11:00 | Cronica               |        |                       | Sala Iris, București Arbitri: Geaburu, Mitran |

| 6 aprilie 2019 12:30 | CSM București II | 40 - 37 | CSA Steaua București | Sala Agronomia, București Arbitri: Ivanciu, Nedelcu |
| 6 aprilie 2019 12:30 | (20-19)          |         |                      | Sala Agronomia, București Arbitri: Ivanciu, Nedelcu |
| 6 aprilie 2019 12:30 | Cronica          |         |                      | Sala Agronomia, București Arbitri: Ivanciu, Nedelcu |

| 7 aprilie 2019 12:00 | CS Dinamo București | 18 - 33 | CS Rapid USL Metrou București | Sala Iris, București Arbitri: Doană, Gociu |
| 7 aprilie 2019 12:00 | Predoi 7            | (8-16)  | Carabulea 7                   | Sala Iris, București Arbitri: Doană, Gociu |
| 7 aprilie 2019 12:00 | Cronica             |         |                               | Sala Iris, București Arbitri: Doană, Gociu |

| 7 aprilie 2019 12:00 | CS Danubius Călărași | 25 - 29 | ACS Școala 181 SSP București | Sala Șc. 11 T. Vladimirescu, Călărași Arbitri: Chirițoiu, Neagu |
| 7 aprilie 2019 12:00 | (15-13)              |         |                              | Sala Șc. 11 T. Vladimirescu, Călărași Arbitri: Chirițoiu, Neagu |
| 7 aprilie 2019 12:00 | Cronica              |         |                              | Sala Șc. 11 T. Vladimirescu, Călărași Arbitri: Chirițoiu, Neagu |

### Etapa XXVII
| 14 aprilie 2019 11:00 | ACS Spartac București | 25 - 37 | ACS Școala 181 SSP București | Sala Iris, București Arbitri: Ciutacu, Tiță |
| 14 aprilie 2019 11:00 | (12-18)               |         |                              | Sala Iris, București Arbitri: Ciutacu, Tiță |
| 14 aprilie 2019 11:00 | Cronica               |         |                              | Sala Iris, București Arbitri: Ciutacu, Tiță |

| 14 aprilie 2019 12:30 | CS Rapid USL Metrou București | 41 - 24 | CSM București II | Sala Rapid, București Arbitri: Mara, Stanciu |
| 14 aprilie 2019 12:30 | (22-11)                       |         |                  | Sala Rapid, București Arbitri: Mara, Stanciu |
| 14 aprilie 2019 12:30 | Cronica                       |         |                  | Sala Rapid, București Arbitri: Mara, Stanciu |

| 14 aprilie 2019 13:00 | CSA Steaua București | 20 - 23 | CSU Știința București | Sala Iris, București Arbitri: Enache, Răduț |
| 14 aprilie 2019 13:00 | (13-10)              |         |                       | Sala Iris, București Arbitri: Enache, Răduț |
| 14 aprilie 2019 13:00 | Cronica              |         |                       | Sala Iris, București Arbitri: Enache, Răduț |

| 14 aprilie 2019 15:00 | CS Dinamo București | 31 - 27 | CS Danubius Călărași | Sala Iris, București Arbitri: Mărgărit, Pirciu |
| 14 aprilie 2019 15:00 | (14-15)             |         |                      | Sala Iris, București Arbitri: Mărgărit, Pirciu |
| 14 aprilie 2019 15:00 | Cronica             |         |                      | Sala Iris, București Arbitri: Mărgărit, Pirciu |

### Etapa XXVIII
| 18 aprilie 2019 16:30 | CSU Știința București | 24 - 24 | CS Rapid USL Metrou București | Sala Iris, București Arbitri: Doană, Gociu |
| 18 aprilie 2019 16:30 | Grigoraș 7            | (11-15) | Bazon, Carabulea 5            | Sala Iris, București Arbitri: Doană, Gociu |
| 18 aprilie 2019 16:30 | Cronica               |         |                               | Sala Iris, București Arbitri: Doană, Gociu |

| 18 aprilie 2019 17:30 | CS Danubius Călărași | 42 - 29 | ACS Spartac București | Sala Șc. 11 T. Vladimirescu, Călărași Arbitri: Neagu, Oprea |
| 18 aprilie 2019 17:30 | (19-12)              |         |                       | Sala Șc. 11 T. Vladimirescu, Călărași Arbitri: Neagu, Oprea |
| 18 aprilie 2019 17:30 | Cronica              |         |                       | Sala Șc. 11 T. Vladimirescu, Călărași Arbitri: Neagu, Oprea |

| 18 aprilie 2019 18:00 | ACS Școala 181 SSP București | 23 - 26 | CSA Steaua București | Sala Iris, București Arbitri: Ghesoiu, Tănăsescu |
| 18 aprilie 2019 18:00 | (15-10)                      |         |                      | Sala Iris, București Arbitri: Ghesoiu, Tănăsescu |
| 18 aprilie 2019 18:00 | Cronica                      |         |                      | Sala Iris, București Arbitri: Ghesoiu, Tănăsescu |

| 18 aprilie 2019 18:30 | CSM București II | 25 - 28 | CS Dinamo București | Sala Agronomia, București Arbitri: Geaburu, Mitran |
| 18 aprilie 2019 18:30 | (12-16)          |         |                     | Sala Agronomia, București Arbitri: Geaburu, Mitran |
| 18 aprilie 2019 18:30 | Cronica          |         |                     | Sala Agronomia, București Arbitri: Geaburu, Mitran |

## Seria C

### Clasament
|  | Echipe care vor participa la turneul semifinal |

Clasament valabil pe 4 mai 2019.
| Poz. | Echipa                   | J  | V  | E | Î  | GM  | GP  | DG    | P  |
| ---- | ------------------------ | -- | -- | - | -- | --- | --- | ----- | -- |
| 1    | CS Dacia Mioveni 2012    | 24 | 21 | 1 | 4  | 733 | 420 | + 313 | 64 |
| 2    | HC Activ CSO Plopeni     | 24 | 17 | 2 | 5  | 728 | 541 | + 187 | 53 |
| 3    | FC Argeș Pitești         | 24 | 17 | 0 | 7  | 725 | 546 | + 179 | 51 |
| 4    | Național Râmnicu Vâlcea  | 24 | 15 | 1 | 8  | 652 | 583 | + 89  | 46 |
| 5    | ACS Székelyudvarhely NKK | 24 | 6  | 0 | 18 | 565 | 731 | – 166 | 18 |
| 6    | CSU Târgoviște           | 24 | 5  | 0 | 19 | 520 | 770 | – 250 | 15 |
| 7    | LPS Târgu Jiu            | 24 | 1  | 0 | 23 | 507 | 859 | – 352 | 3  |

### Rezultate în tur
Date oficiale publicate de Federația Română de Handbal

### Etapa I
| 8 septembrie 2018 11:00 | FC Argeș Pitești | 14 - 21 | CS Dacia Mioveni 2012 | Sala Sporturilor Trivale, Pitești Arbitri: Drăghici, Dragut |
| 8 septembrie 2018 11:00 | (8-12)           |         |                       | Sala Sporturilor Trivale, Pitești Arbitri: Drăghici, Dragut |
| 8 septembrie 2018 11:00 | Cronica          |         |                       | Sala Sporturilor Trivale, Pitești Arbitri: Drăghici, Dragut |

| 9 septembrie 2018 11:00 | CSU Târgoviște | 36 - 34 | LPS Târgu Jiu | Sala Polivalentă, Târgoviște Arbitri: Mara, Stanciu |
| 9 septembrie 2018 11:00 | (18-13)        |         |               | Sala Polivalentă, Târgoviște Arbitri: Mara, Stanciu |
| 9 septembrie 2018 11:00 | Cronica        |         |               | Sala Polivalentă, Târgoviște Arbitri: Mara, Stanciu |

| 9 septembrie 2018 13:00 | Național Râmnicu Vâlcea | 21 - 21 | HC Activ CSO Plopeni | Sala liceului Energetic, Râmnicu Vâlcea Arbitri: Samson, Trandafirescu |
| 9 septembrie 2018 13:00 | (14-11)                 |         |                      | Sala liceului Energetic, Râmnicu Vâlcea Arbitri: Samson, Trandafirescu |
| 9 septembrie 2018 13:00 | Cronica                 |         |                      | Sala liceului Energetic, Râmnicu Vâlcea Arbitri: Samson, Trandafirescu |

ACS Székelyudvarhely NKK a stat.

### Etapa II
| 16 septembrie 2018 00:00 | ACS Székelyudvarhely NKK | 41 - 30 | CSU Târgoviște | Sala Sporturilor, Odorheiu Secuiesc Asistență: 400 Arbitri: Agliceriu, Turdean |
| 16 septembrie 2018 00:00 | Kerekes 11               | (18-14) | Lipioască 8    | Sala Sporturilor, Odorheiu Secuiesc Asistență: 400 Arbitri: Agliceriu, Turdean |
| 16 septembrie 2018 00:00 | 1×                       | Cronica | 1×             | Sala Sporturilor, Odorheiu Secuiesc Asistență: 400 Arbitri: Agliceriu, Turdean |

| 16 septembrie 2018 11:00 | LPS Târgu Jiu | 25 - 40 | Național Râmnicu Vâlcea | Sala Sporturilor, Târgu Jiu Arbitri: Ciobea, Dordea |
| 16 septembrie 2018 11:00 | (13-19)       |         |                         | Sala Sporturilor, Târgu Jiu Arbitri: Ciobea, Dordea |
| 16 septembrie 2018 11:00 | Cronica       |         |                         | Sala Sporturilor, Târgu Jiu Arbitri: Ciobea, Dordea |

| 16 septembrie 2018 11:00 | HC Activ CSO Plopeni | 29 - 27 | FC Argeș Pitești | Sala Sporturilor, Plopeni Arbitri: Mihai, Petre |
| 16 septembrie 2018 11:00 | (13-14)              |         |                  | Sala Sporturilor, Plopeni Arbitri: Mihai, Petre |
| 16 septembrie 2018 11:00 | Cronica              |         |                  | Sala Sporturilor, Plopeni Arbitri: Mihai, Petre |

CS Dacia Mioveni 2012 a stat.

### Etapa III
| 20 septembrie 2018 17:00 | CS Dacia Mioveni 2012 | 34 - 18 | HC Activ CSO Plopeni | Sala Sporturilor Trivale, Pitești Arbitri: Gorina, Melencu |
| 20 septembrie 2018 17:00 | Toader, Văcariu 7     | (16-9)  | Leuștean 9           | Sala Sporturilor Trivale, Pitești Arbitri: Gorina, Melencu |
| 20 septembrie 2018 17:00 | Cronica               |         |                      | Sala Sporturilor Trivale, Pitești Arbitri: Gorina, Melencu |

| 23 septembrie 2018 11:00 | FC Argeș Pitești | 40 - 13 | LPS Târgu Jiu | Sala de Sport a Universității, Pitești Arbitri: Dumitru, Ionescu |
| 23 septembrie 2018 11:00 | (17-7)           |         |               | Sala de Sport a Universității, Pitești Arbitri: Dumitru, Ionescu |
| 23 septembrie 2018 11:00 | Cronica          |         |               | Sala de Sport a Universității, Pitești Arbitri: Dumitru, Ionescu |

| 23 septembrie 2018 11:00 | Național Râmnicu Vâlcea | 35 - 19 | ACS Székelyudvarhely NKK | Sala liceului Energetic, Râmnicu Vâlcea Arbitri: Ilina, Pădeanu |
| 23 septembrie 2018 11:00 |                         | (18-7)  | Kerekes 5                | Sala liceului Energetic, Râmnicu Vâlcea Arbitri: Ilina, Pădeanu |
| 23 septembrie 2018 11:00 | Cronica                 |         |                          | Sala liceului Energetic, Râmnicu Vâlcea Arbitri: Ilina, Pădeanu |

CSU Târgoviște a stat.

### Etapa IV
| 7 octombrie 2018 13:00 | LPS Târgu Jiu | 17 - 44 | CS Dacia Mioveni 2012 | Sala Sporturilor, Târgu Jiu Arbitri: Lupu, Șerban |
| 7 octombrie 2018 13:00 | (9-23)        |         |                       | Sala Sporturilor, Târgu Jiu Arbitri: Lupu, Șerban |
| 7 octombrie 2018 13:00 | Cronica       |         |                       | Sala Sporturilor, Târgu Jiu Arbitri: Lupu, Șerban |

| 7 octombrie 2018 13:30 | CSU Târgoviște | 13 - 34 | Național Râmnicu Vâlcea | Sala CSȘ, Târgoviște Arbitri: Enache, Răduț |
| 7 octombrie 2018 13:30 | (5-18)         |         |                         | Sala CSȘ, Târgoviște Arbitri: Enache, Răduț |
| 7 octombrie 2018 13:30 | Cronica        |         |                         | Sala CSȘ, Târgoviște Arbitri: Enache, Răduț |

| 9 octombrie 2018 11:00 | ACS Székelyudvarhely NKK | 23 - 38 | FC Argeș Pitești | Sala Sporturilor, Odorheiu Secuiesc Asistență: 100 Arbitri: Chicuș, Olteanu |
| 9 octombrie 2018 11:00 | Kerekes 7                | (8-23)  | Ciolponea 7      | Sala Sporturilor, Odorheiu Secuiesc Asistență: 100 Arbitri: Chicuș, Olteanu |
| 9 octombrie 2018 11:00 | 2×                       | Cronica | 2×               | Sala Sporturilor, Odorheiu Secuiesc Asistență: 100 Arbitri: Chicuș, Olteanu |

HC Activ CSO Plopeni a stat.

### Etapa V
| 14 octombrie 2018 10:30 | HC Activ CSO Plopeni | 31 - 9 | LPS Târgu Jiu | Sala Sporturilor, Plopeni Arbitri: Arsene, Bontea |
| 14 octombrie 2018 10:30 | (15-2)               |        |               | Sala Sporturilor, Plopeni Arbitri: Arsene, Bontea |
| 14 octombrie 2018 10:30 | Cronica              |        |               | Sala Sporturilor, Plopeni Arbitri: Arsene, Bontea |

| 14 octombrie 2018 11:00 | FC Argeș Pitești | 41 - 20 | CSU Târgoviște | Sala de Sport a Universității, Pitești Arbitri: Fugaru, Radu |
| 14 octombrie 2018 11:00 | (21-8)           |         |                | Sala de Sport a Universității, Pitești Arbitri: Fugaru, Radu |
| 14 octombrie 2018 11:00 | Cronica          |         |                | Sala de Sport a Universității, Pitești Arbitri: Fugaru, Radu |

| 14 octombrie 2018 13:00 | CS Dacia Mioveni 2012 | 31 - 24 | ACS Székelyudvarhely NKK | Sala Sporturilor Trivale, Pitești Arbitri: Balate, Szabó |
| 14 octombrie 2018 13:00 | Dumitrașcu 9          | (15-10) | Kerekes 9                | Sala Sporturilor Trivale, Pitești Arbitri: Balate, Szabó |
| 14 octombrie 2018 13:00 | Cronica               |         |                          | Sala Sporturilor Trivale, Pitești Arbitri: Balate, Szabó |

Național Râmnicu Vâlcea a stat.

### Etapa VI
| 19 octombrie 2018 17:00 | Național Râmnicu Vâlcea | 30 - 26 | FC Argeș Pitești | Sala liceului Energetic, Râmnicu Vâlcea Arbitri: Samson, Trandafirescu |
| 19 octombrie 2018 17:00 | (15-13)                 |         |                  | Sala liceului Energetic, Râmnicu Vâlcea Arbitri: Samson, Trandafirescu |
| 19 octombrie 2018 17:00 | Cronica                 |         |                  | Sala liceului Energetic, Râmnicu Vâlcea Arbitri: Samson, Trandafirescu |

| 21 octombrie 2018 14:30 | CSU Târgoviște | 10 - 33 | CS Dacia Mioveni 2012 | Sala Polivalentă, Târgoviște Arbitri: Radu, Vișan |
| 21 octombrie 2018 14:30 |                | (4-19)  | Pârvulescu 8          | Sala Polivalentă, Târgoviște Arbitri: Radu, Vișan |
| 21 octombrie 2018 14:30 | Cronica        |         |                       | Sala Polivalentă, Târgoviște Arbitri: Radu, Vișan |

| 21 octombrie 2018 15:00 | ACS Székelyudvarhely NKK | 27 - 35 | HC Activ CSO Plopeni | Sala Sporturilor, Odorheiu Secuiesc Asistență: 200 Arbitri: Nițișor, Stamatoiu |
| 21 octombrie 2018 15:00 | Major 7                  | (10-19) | Leuștean 10          | Sala Sporturilor, Odorheiu Secuiesc Asistență: 200 Arbitri: Nițișor, Stamatoiu |
| 21 octombrie 2018 15:00 | 1×                       | Cronica | 6×                   | Sala Sporturilor, Odorheiu Secuiesc Asistență: 200 Arbitri: Nițișor, Stamatoiu |

LPS Târgu Jiu a stat.

### Etapa VII
| 25 octombrie 2018 17:00 | LPS Târgu Jiu | 18 - 21 | ACS Székelyudvarhely NKK | Sala Sporturilor, Târgu Jiu Arbitri: Cruceru, Râdulescu |
| 25 octombrie 2018 17:00 |               | (9-13)  | Kerekes 7                | Sala Sporturilor, Târgu Jiu Arbitri: Cruceru, Râdulescu |
| 25 octombrie 2018 17:00 | Cronica       |         |                          | Sala Sporturilor, Târgu Jiu Arbitri: Cruceru, Râdulescu |

| 25 octombrie 2018 17:00 | HC Activ CSO Plopeni | 47 - 25 | CSU Târgoviște | Sala Sporturilor, Plopeni Arbitri: Chicuș, Olteanu |
| 25 octombrie 2018 17:00 | (23-12)              |         |                | Sala Sporturilor, Plopeni Arbitri: Chicuș, Olteanu |
| 25 octombrie 2018 17:00 | Cronica              |         |                | Sala Sporturilor, Plopeni Arbitri: Chicuș, Olteanu |

| 25 octombrie 2018 17:00 | CS Dacia Mioveni 2012 | 28 - 22 | Național Râmnicu Vâlcea | Sala Sporturilor Trivale, Pitești Arbitri: Gorina, Melencu |
| 25 octombrie 2018 17:00 | (12-8)                |         |                         | Sala Sporturilor Trivale, Pitești Arbitri: Gorina, Melencu |
| 25 octombrie 2018 17:00 | Cronica               |         |                         | Sala Sporturilor Trivale, Pitești Arbitri: Gorina, Melencu |

FC Argeș Pitești a stat.

### Clasament tur
Clasament valabil pe 25 octombrie 2018, la finalul turului.
| Poz. | Echipa                   | J | V | E | Î | GM  | GP  | DG   | P  |
| ---- | ------------------------ | - | - | - | - | --- | --- | ---- | -- |
| 1    | CS Dacia Mioveni 2012    | 6 | 6 | 0 | 0 | 191 | 105 | + 86 | 18 |
| 2    | Național Râmnicu Vâlcea  | 6 | 4 | 1 | 1 | 182 | 132 | + 50 | 13 |
| 3    | HC Activ CSO Plopeni     | 6 | 4 | 1 | 1 | 181 | 143 | + 38 | 13 |
| 4    | FC Argeș Pitești         | 6 | 3 | 0 | 3 | 186 | 136 | + 50 | 9  |
| 5    | ACS Székelyudvarhely NKK | 6 | 2 | 0 | 4 | 155 | 187 | – 32 | 6  |
| 6    | CSU Târgoviște           | 6 | 1 | 0 | 5 | 134 | 230 | – 96 | 3  |
| 7    | LPS Târgu Jiu            | 6 | 0 | 0 | 6 | 116 | 212 | – 96 | 0  |

### Rezultate în retur
Date oficiale publicate de Federația Română de Handbal

### Etapa VIII
| 28 octombrie 2018 11:00 | CS Dacia Mioveni 2012 | 29 - 19 | FC Argeș Pitești | Sala Sporturilor Trivale, Pitești Arbitri: Drăgănescu, Erimia |
| 28 octombrie 2018 11:00 | (15-8)                |         |                  | Sala Sporturilor Trivale, Pitești Arbitri: Drăgănescu, Erimia |
| 28 octombrie 2018 11:00 | Cronica               |         |                  | Sala Sporturilor Trivale, Pitești Arbitri: Drăgănescu, Erimia |

| 28 octombrie 2018 11:00 | LPS Târgu Jiu | 28 - 27 | CSU Târgoviște | Sala Sporturilor, Târgu Jiu Arbitri: Ionică, Mărgărit |
| 28 octombrie 2018 11:00 | (14-12)       |         |                | Sala Sporturilor, Târgu Jiu Arbitri: Ionică, Mărgărit |
| 28 octombrie 2018 11:00 | Cronica       |         |                | Sala Sporturilor, Târgu Jiu Arbitri: Ionică, Mărgărit |

| 29 octombrie 2018 17:00 | HC Activ CSO Plopeni | 29 - 18 | Național Râmnicu Vâlcea | Sala Sporturilor, Plopeni Arbitri: Balate, Szabó |
| 29 octombrie 2018 17:00 | (12-9)               |         |                         | Sala Sporturilor, Plopeni Arbitri: Balate, Szabó |
| 29 octombrie 2018 17:00 | Cronica              |         |                         | Sala Sporturilor, Plopeni Arbitri: Balate, Szabó |

ACS Székelyudvarhely NKK a stat.

### Etapa IX
| 1 noiembrie 2018 16:30 | CSU Târgoviște | 26 - 25 | ACS Székelyudvarhely NKK | Sala Polivalentă, Târgoviște Arbitri: Gherman, Pavel |
| 1 noiembrie 2018 16:30 |                | (12-14) | Kerekes 8                | Sala Polivalentă, Târgoviște Arbitri: Gherman, Pavel |
| 1 noiembrie 2018 16:30 | Cronica        |         |                          | Sala Polivalentă, Târgoviște Arbitri: Gherman, Pavel |

| 1 noiembrie 2018 17:00 | Național Râmnicu Vâlcea | 28 - 19 | LPS Târgu Jiu | Sala liceului Energetic, Râmnicu Vâlcea Arbitri: Ilina, Samson |
| 1 noiembrie 2018 17:00 | (13-19)                 |         |               | Sala liceului Energetic, Râmnicu Vâlcea Arbitri: Ilina, Samson |
| 1 noiembrie 2018 17:00 | Cronica                 |         |               | Sala liceului Energetic, Râmnicu Vâlcea Arbitri: Ilina, Samson |

| 1 noiembrie 2018 17:00 | FC Argeș Pitești | 25 - 24 | HC Activ CSO Plopeni | Sala de Sport a Universității, Pitești Arbitri: Chicuș, Olteanu |
| 1 noiembrie 2018 17:00 | (12-13)          |         |                      | Sala de Sport a Universității, Pitești Arbitri: Chicuș, Olteanu |
| 1 noiembrie 2018 17:00 | Cronica          |         |                      | Sala de Sport a Universității, Pitești Arbitri: Chicuș, Olteanu |

CS Dacia Mioveni 2012 a stat.

### Etapa X
| 4 noiembrie 2018 11:00 | LPS Târgu Jiu | 19 - 37 | FC Argeș Pitești | Sala Sporturilor, Târgu Jiu Arbitri: Samson, Trandafirescu |
| 4 noiembrie 2018 11:00 | (10-19)       |         |                  | Sala Sporturilor, Târgu Jiu Arbitri: Samson, Trandafirescu |
| 4 noiembrie 2018 11:00 | Cronica       |         |                  | Sala Sporturilor, Târgu Jiu Arbitri: Samson, Trandafirescu |

| 4 noiembrie 2018 13:00 | HC Activ CSO Plopeni | 20 - 20 | CS Dacia Mioveni 2012 | Sala Sporturilor, Plopeni Arbitri: Arsene, Bontea |
| 4 noiembrie 2018 13:00 |                      | (8-8)   | Șerban, Văcariu 5     | Sala Sporturilor, Plopeni Arbitri: Arsene, Bontea |
| 4 noiembrie 2018 13:00 | Cronica              |         |                       | Sala Sporturilor, Plopeni Arbitri: Arsene, Bontea |

| 5 noiembrie 2018 17:00 | ACS Székelyudvarhely NKK | 19 - 29 | Național Râmnicu Vâlcea | Sala Sporturilor, Odorheiu Secuiesc Asistență: 150 Arbitri: Chicuș, Petre |
| 5 noiembrie 2018 17:00 | Mester 4                 | (9-14)  | Bălăceanu 5             | Sala Sporturilor, Odorheiu Secuiesc Asistență: 150 Arbitri: Chicuș, Petre |
| 5 noiembrie 2018 17:00 | 3×                       | Cronica | 4×                      | Sala Sporturilor, Odorheiu Secuiesc Asistență: 150 Arbitri: Chicuș, Petre |

CSU Târgoviște a stat.

### Etapa XI
| 11 noiembrie 2018 11:00 | Național Râmnicu Vâlcea | 28 - 18 | CSU Târgoviște | Sala liceului Energetic, Râmnicu Vâlcea Arbitri: Ilina, Pădeanu |
| 11 noiembrie 2018 11:00 | (15-8)                  |         |                | Sala liceului Energetic, Râmnicu Vâlcea Arbitri: Ilina, Pădeanu |
| 11 noiembrie 2018 11:00 | Cronica                 |         |                | Sala liceului Energetic, Râmnicu Vâlcea Arbitri: Ilina, Pădeanu |

| 11 noiembrie 2018 11:00 | FC Argeș Pitești | 31 - 21 | ACS Székelyudvarhely NKK | Sala de Sport a Universității, Pitești Arbitri: Balate, Szabó |
| 11 noiembrie 2018 11:00 |                  | (14-9)  | Lukács 5                 | Sala de Sport a Universității, Pitești Arbitri: Balate, Szabó |
| 11 noiembrie 2018 11:00 | Cronica          |         |                          | Sala de Sport a Universității, Pitești Arbitri: Balate, Szabó |

| 11 noiembrie 2018 14:00 | CS Dacia Mioveni 2012 | 41 - 11 | LPS Târgu Jiu | Sala Sporturilor Trivale, Pitești Arbitri: Geaburu, Mitran |
| 11 noiembrie 2018 14:00 | (17-5)                |         |               | Sala Sporturilor Trivale, Pitești Arbitri: Geaburu, Mitran |
| 11 noiembrie 2018 14:00 | Cronica               |         |               | Sala Sporturilor Trivale, Pitești Arbitri: Geaburu, Mitran |

HC Activ CSO Plopeni a stat.

### Etapa XII
| 16 decembrie 2018 16:00 | LPS Târgu Jiu | 23 - 32 | HC Activ CSO Plopeni | Sala Sporturilor, Târgu Jiu Arbitri: Dumitru, Ionescu |
| 16 decembrie 2018 16:00 | (9-18)        |         |                      | Sala Sporturilor, Târgu Jiu Arbitri: Dumitru, Ionescu |
| 16 decembrie 2018 16:00 | Cronica       |         |                      | Sala Sporturilor, Târgu Jiu Arbitri: Dumitru, Ionescu |

| 18 decembrie 2018 18:00 | ACS Székelyudvarhely NKK | 16 - 31 | CS Dacia Mioveni 2012 | Sala Sporturilor, Odorheiu Secuiesc Arbitri: Moldovam, Mihai |
| 18 decembrie 2018 18:00 | Kerekes 5                | (8-15)  | Pârvulescu 6          | Sala Sporturilor, Odorheiu Secuiesc Arbitri: Moldovam, Mihai |
| 18 decembrie 2018 18:00 | Cronica                  |         |                       | Sala Sporturilor, Odorheiu Secuiesc Arbitri: Moldovam, Mihai |

| 14 octombrie 2018 11:00 | CSU Târgoviște | 20 - 33 | FC Argeș Pitești | Sala Polivalentă, Târgoviște Arbitri: Ciutacu, Tiță |
| 14 octombrie 2018 11:00 | Liță 9         | (12-15) |                  | Sala Polivalentă, Târgoviște Arbitri: Ciutacu, Tiță |
| 14 octombrie 2018 11:00 | Cronica        |         |                  | Sala Polivalentă, Târgoviște Arbitri: Ciutacu, Tiță |

Național Râmnicu Vâlcea a stat.

### Etapa XIII
| 20 decembrie 2018 13:00 | HC Activ CSO Plopeni | 32 - 14 | ACS Székelyudvarhely NKK | Sala Sporturilor, Plopeni Arbitri: Chirițoiu, Neagu |
| 20 decembrie 2018 13:00 | Leuștean 10          | (14-2)  | Kerekes 3                | Sala Sporturilor, Plopeni Arbitri: Chirițoiu, Neagu |
| 20 decembrie 2018 13:00 | Cronica              |         |                          | Sala Sporturilor, Plopeni Arbitri: Chirițoiu, Neagu |

| 20 decembrie 2018 15:00 | CS Dacia Mioveni 2012 | 32 - 14 | CSU Târgoviște | Sala Sporturilor Trivale, Pitești Arbitri: Geaburu, Mitran |
| 20 decembrie 2018 15:00 | (21-5)                |         |                | Sala Sporturilor Trivale, Pitești Arbitri: Geaburu, Mitran |
| 20 decembrie 2018 15:00 | Cronica               |         |                | Sala Sporturilor Trivale, Pitești Arbitri: Geaburu, Mitran |

| 20 decembrie 2018 17:00 | FC Argeș Pitești | 26 - 20 | Național Râmnicu Vâlcea | Sala de Sport a Universității, Pitești Arbitri: Babău, Roibu |
| 20 decembrie 2018 17:00 | (13-7)           |         |                         | Sala de Sport a Universității, Pitești Arbitri: Babău, Roibu |
| 20 decembrie 2018 17:00 | Cronica          |         |                         | Sala de Sport a Universității, Pitești Arbitri: Babău, Roibu |

LPS Târgu Jiu a stat.

### Etapa XIV
| 6 ianuarie 2019 11:00 | CSU Târgoviște | 22 - 31 | HC Activ CSO Plopeni | Sala Polivalentă, Târgoviște Arbitri: Balate, Szabó |
| 6 ianuarie 2019 11:00 | Lipioască 9    | (6-20)  |                      | Sala Polivalentă, Târgoviște Arbitri: Balate, Szabó |
| 6 ianuarie 2019 11:00 | Cronica        |         |                      | Sala Polivalentă, Târgoviște Arbitri: Balate, Szabó |

| 6 ianuarie 2019 12:00 | ACS Székelyudvarhely NKK | 35 - 16 | LPS Târgu Jiu | Sala Sporturilor, Odorheiu Secuiesc Arbitri: Avădanei, Popovici |
| 6 ianuarie 2019 12:00 | Kerekes 8                | (19-7)  |               | Sala Sporturilor, Odorheiu Secuiesc Arbitri: Avădanei, Popovici |
| 6 ianuarie 2019 12:00 | Cronica                  |         |               | Sala Sporturilor, Odorheiu Secuiesc Arbitri: Avădanei, Popovici |

| 6 ianuarie 2019 14:00 | Național Râmnicu Vâlcea | 22 - 21 | CS Dacia Mioveni 2012 | Sala liceului Energetic, Râmnicu Vâlcea Arbitri: Samson, Trandafirescu |
| 6 ianuarie 2019 14:00 | Vâlcan 8                | (12-12) | Prelevic 5            | Sala liceului Energetic, Râmnicu Vâlcea Arbitri: Samson, Trandafirescu |
| 6 ianuarie 2019 14:00 | Cronica                 |         |                       | Sala liceului Energetic, Râmnicu Vâlcea Arbitri: Samson, Trandafirescu |

FC Argeș Pitești a stat.

### Clasament retur
Clasament valabil pe 6 ianuarie 2019, la finalul returului.
| Poz. | Echipa                   | J  | V  | E | Î  | GM  | GP  | DG    | P  |
| ---- | ------------------------ | -- | -- | - | -- | --- | --- | ----- | -- |
| 1    | CS Dacia Mioveni 2012    | 12 | 10 | 1 | 1  | 365 | 207 | + 158 | 31 |
| 2    | HC Activ CSO Plopeni     | 12 | 8  | 2 | 2  | 349 | 265 | + 84  | 26 |
| 3    | Național Râmnicu Vâlcea  | 12 | 8  | 1 | 3  | 327 | 264 | + 63  | 25 |
| 4    | FC Argeș Pitești         | 12 | 8  | 0 | 4  | 357 | 269 | + 88  | 24 |
| 5    | ACS Székelyudvarhely NKK | 12 | 3  | 0 | 9  | 285 | 352 | – 67  | 9  |
| 6    | CSU Târgoviște           | 12 | 2  | 0 | 10 | 261 | 407 | – 146 | 6  |
| 7    | LPS Târgu Jiu            | 12 | 1  | 0 | 11 | 232 | 412 | – 180 | 3  |

### Rezultate în tur
Date oficiale publicate de Federația Română de Handbal

### Etapa XV
| 10 ianuarie 2019 15:00 | FC Argeș Pitești | 15 - 27 | CS Dacia Mioveni 2012 | Sala de Sport a Universității, Pitești Arbitri: Gorina, Melencu |
| 10 ianuarie 2019 15:00 | Conea 4          | (5-15)  | Todorovska 7          | Sala de Sport a Universității, Pitești Arbitri: Gorina, Melencu |
| 10 ianuarie 2019 15:00 | Cronica          |         |                       | Sala de Sport a Universității, Pitești Arbitri: Gorina, Melencu |

| 10 ianuarie 2019 15:00 | Național Râmnicu Vâlcea | 26 - 24 | HC Activ CSO Plopeni | Sala liceului Energetic, Râmnicu Vâlcea Arbitri: Nițișor, Stamatoiu |
| 10 ianuarie 2019 15:00 | Bălăceanu, Vâlcan 8     | (14-8)  |                      | Sala liceului Energetic, Râmnicu Vâlcea Arbitri: Nițișor, Stamatoiu |
| 10 ianuarie 2019 15:00 | Cronica                 |         |                      | Sala liceului Energetic, Râmnicu Vâlcea Arbitri: Nițișor, Stamatoiu |

| 10 ianuarie 2019 16:00 | CSU Târgoviște | 36 - 28 | LPS Târgu Jiu | Sala Polivalentă, Târgoviște Arbitri: Costache, Vasile |
| 10 ianuarie 2019 16:00 | Liță 17        | (17-10) |               | Sala Polivalentă, Târgoviște Arbitri: Costache, Vasile |
| 10 ianuarie 2019 16:00 | Cronica        |         |               | Sala Polivalentă, Târgoviște Arbitri: Costache, Vasile |

ACS Székelyudvarhely NKK stat.

### Etapa XVI
| 13 ianuarie 2019 11:00 | LPS Târgu Jiu | 24 - 33 | Național Râmnicu Vâlcea | Sala Sporturilor, Târgu Jiu Arbitri: Dumitru, Ionescu |
| 13 ianuarie 2019 11:00 |               | (11-14) | Necula, Vâlcan 7        | Sala Sporturilor, Târgu Jiu Arbitri: Dumitru, Ionescu |
| 13 ianuarie 2019 11:00 | Cronica       |         |                         | Sala Sporturilor, Târgu Jiu Arbitri: Dumitru, Ionescu |

| 13 ianuarie 2019 11:00 | HC Activ CSO Plopeni | 33 - 27 | FC Argeș Pitești | Sala Sporturilor Olimpia, Ploiești Arbitri: Arsene, Bontea |
| 13 ianuarie 2019 11:00 |                      | (16-13) | Bidașcu 9        | Sala Sporturilor Olimpia, Ploiești Arbitri: Arsene, Bontea |
| 13 ianuarie 2019 11:00 | Cronica              |         |                  | Sala Sporturilor Olimpia, Ploiești Arbitri: Arsene, Bontea |

| 13 ianuarie 2019 14:00 | ACS Székelyudvarhely NKK | 33 - 18 | CSU Târgoviște | Sala Sporturilor, Odorheiu Secuiesc Arbitri: Lungu, Paraschiv |
| 13 ianuarie 2019 14:00 | Kerekes, Major 7         | (12-6)  | Liță 6         | Sala Sporturilor, Odorheiu Secuiesc Arbitri: Lungu, Paraschiv |
| 13 ianuarie 2019 14:00 | Cronica                  |         |                | Sala Sporturilor, Odorheiu Secuiesc Arbitri: Lungu, Paraschiv |

CS Dacia Mioveni 2012 a stat.

### Etapa XVII
| 19 ianuarie 2019 13:00 | Național Râmnicu Vâlcea | 41 - 21 | ACS Székelyudvarhely NKK | Sala liceului Energetic, Râmnicu Vâlcea Arbitri: Ilina, Pădeanu |
| 19 ianuarie 2019 13:00 | Bălăceanu 10            | (20-11) |                          | Sala liceului Energetic, Râmnicu Vâlcea Arbitri: Ilina, Pădeanu |
| 19 ianuarie 2019 13:00 | Cronica                 |         |                          | Sala liceului Energetic, Râmnicu Vâlcea Arbitri: Ilina, Pădeanu |

| 20 ianuarie 2019 11:00 | FC Argeș Pitești | 47 - 20 | LPS Târgu Jiu | Sala de Sport a Universității, Pitești Arbitri: Dumitru, Ionescu |
| 20 ianuarie 2019 11:00 | Conea 10         | (21-9)  |               | Sala de Sport a Universității, Pitești Arbitri: Dumitru, Ionescu |
| 20 ianuarie 2019 11:00 | Cronica          |         |               | Sala de Sport a Universității, Pitești Arbitri: Dumitru, Ionescu |

| 20 ianuarie 2019 13:00 | CS Dacia Mioveni 2012 | 31 - 25 | HC Activ CSO Plopeni | Sala Sporturilor Trivale, Pitești Arbitri: Nacu, Rucoi |
| 20 ianuarie 2019 13:00 | Văcariu 7             | (16-15) |                      | Sala Sporturilor Trivale, Pitești Arbitri: Nacu, Rucoi |
| 20 ianuarie 2019 13:00 | Cronica               |         |                      | Sala Sporturilor Trivale, Pitești Arbitri: Nacu, Rucoi |

CSU Târgoviște a stat.

### Etapa XVIII
| 26 ianuarie 2019 13:00 | LPS Târgu Jiu | 19 - 40 | CS Dacia Mioveni 2012 | Sala Sporturilor, Târgu Jiu Arbitri: Ciati, Lupu |
| 26 ianuarie 2019 13:00 | (8-19)        |         |                       | Sala Sporturilor, Târgu Jiu Arbitri: Ciati, Lupu |
| 26 ianuarie 2019 13:00 | Cronica       |         |                       | Sala Sporturilor, Târgu Jiu Arbitri: Ciati, Lupu |

| 27 ianuarie 2019 11:00 | CSU Târgoviște | 23 - 25 | Național Râmnicu Vâlcea | Sala Polivalentă, Târgoviște Arbitri: Ghesoiu, Tănăsescu |
| 27 ianuarie 2019 11:00 | Liță 12        | (11-12) | Vâlcan 9                | Sala Polivalentă, Târgoviște Arbitri: Ghesoiu, Tănăsescu |
| 27 ianuarie 2019 11:00 | Cronica        |         |                         | Sala Polivalentă, Târgoviște Arbitri: Ghesoiu, Tănăsescu |

| 29 ianuarie 2019 11:00 | ACS Székelyudvarhely NKK | 20 - 34 | FC Argeș Pitești | Sala Sporturilor, Odorheiu Secuiesc Arbitri: Babău, Roibu |
| 29 ianuarie 2019 11:00 | Kerekes 5                | (8-16)  | Bidașcu 8        | Sala Sporturilor, Odorheiu Secuiesc Arbitri: Babău, Roibu |
| 29 ianuarie 2019 11:00 | Cronica                  |         |                  | Sala Sporturilor, Odorheiu Secuiesc Arbitri: Babău, Roibu |

HC Activ CSO Plopeni a stat.

### Etapa XIX
| 3 februarie 2019 11:00 | HC Activ CSO Plopeni | 41 - 21 | LPS Târgu Jiu | Sala Sporturilor, Plopeni Arbitri: Mara, Stanciu |
| 3 februarie 2019 11:00 | (18-9)               |         |               | Sala Sporturilor, Plopeni Arbitri: Mara, Stanciu |
| 3 februarie 2019 11:00 | Cronica              |         |               | Sala Sporturilor, Plopeni Arbitri: Mara, Stanciu |

| 3 februarie 2019 11:00 | FC Argeș Pitești | 34 - 23 | CSU Târgoviște | Sala de Sport a Universității, Pitești Arbitri: Balate, Szabó |
| 3 februarie 2019 11:00 | (20-10)          |         |                | Sala de Sport a Universității, Pitești Arbitri: Balate, Szabó |
| 3 februarie 2019 11:00 | Cronica          |         |                | Sala de Sport a Universității, Pitești Arbitri: Balate, Szabó |

| 4 februarie 2019 16:30 | CS Dacia Mioveni 2012 | 32 - 17 | ACS Székelyudvarhely NKK | Sala Sporturilor Trivale, Pitești Arbitri: Chiriac, Cordescu |
| 4 februarie 2019 16:30 | Pârvulescu 9          | (13-7)  | Kerekes 4                | Sala Sporturilor Trivale, Pitești Arbitri: Chiriac, Cordescu |
| 4 februarie 2019 16:30 | Cronica               |         |                          | Sala Sporturilor Trivale, Pitești Arbitri: Chiriac, Cordescu |

Național Râmnicu Vâlcea a stat.

### Etapa XX
| 7 februarie 2019 13:00 | Național Râmnicu Vâlcea | 25 - 30 | FC Argeș Pitești | Sala liceului Energetic, Râmnicu Vâlcea Arbitri: Nițișor, Stamatoiu |
| 7 februarie 2019 13:00 | Bălăceanu 8             | (13-14) |                  | Sala liceului Energetic, Râmnicu Vâlcea Arbitri: Nițișor, Stamatoiu |
| 7 februarie 2019 13:00 | Cronica                 |         |                  | Sala liceului Energetic, Râmnicu Vâlcea Arbitri: Nițișor, Stamatoiu |

| 7 februarie 2019 17:00 | ACS Székelyudvarhely NKK | 19 - 41 | HC Activ CSO Plopeni | Sala Sporturilor, Odorheiu Secuiesc Arbitri: Ifrim, Olisei |
| 7 februarie 2019 17:00 | (10-18)                  |         |                      | Sala Sporturilor, Odorheiu Secuiesc Arbitri: Ifrim, Olisei |
| 7 februarie 2019 17:00 | Cronica                  |         |                      | Sala Sporturilor, Odorheiu Secuiesc Arbitri: Ifrim, Olisei |

| 7 februarie 2019 16:30 | CSU Târgoviște | 9 - 28 | CS Dacia Mioveni 2012 | Sala Polivalentă, Târgoviște Arbitri: Albert, Costin |
| 7 februarie 2019 16:30 |                | (3-18) | Pârvulescu 7          | Sala Polivalentă, Târgoviște Arbitri: Albert, Costin |
| 7 februarie 2019 16:30 | Cronica        |        |                       | Sala Polivalentă, Târgoviște Arbitri: Albert, Costin |

LPS Târgu Jiu a stat.

### Etapa XXI
| 10 februarie 2019 11:00 | LPS Târgu Jiu | 25 - 37 | ACS Székelyudvarhely NKK | Sala Sporturilor, Târgu Jiu Arbitri: Geaburu, Mitran |
| 10 februarie 2019 11:00 | (11-17)       |         |                          | Sala Sporturilor, Târgu Jiu Arbitri: Geaburu, Mitran |
| 10 februarie 2019 11:00 | Cronica       |         |                          | Sala Sporturilor, Târgu Jiu Arbitri: Geaburu, Mitran |

| 10 februarie 2019 12:00 | HC Activ CSO Plopeni | 40 - 20 | CSU Târgoviște | Sala Sporturilor Olimpia, Ploiești Arbitri: Ionică, Mărgărit |
| 10 februarie 2019 12:00 | (20-9)               |         |                | Sala Sporturilor Olimpia, Ploiești Arbitri: Ionică, Mărgărit |
| 10 februarie 2019 12:00 | Cronica              |         |                | Sala Sporturilor Olimpia, Ploiești Arbitri: Ionică, Mărgărit |

| 7 februarie 2019 12:00 | CS Dacia Mioveni 2012 | 31 - 18 | Național Râmnicu Vâlcea | Sala Sporturilor Trivale, Pitești Arbitri: Gorina, Melencu |
| 7 februarie 2019 12:00 | Nițu 7                | (14-11) | Bălăceanu 5             | Sala Sporturilor Trivale, Pitești Arbitri: Gorina, Melencu |
| 7 februarie 2019 12:00 | Cronica               |         |                         | Sala Sporturilor Trivale, Pitești Arbitri: Gorina, Melencu |

FC Argeș Pitești a stat.

### Clasament tur
Clasament valabil pe 7 februarie 2019, la finalul turului.
| Poz. | Echipa                   | J  | V  | E | Î  | GM  | GP  | DG    | P  |
| ---- | ------------------------ | -- | -- | - | -- | --- | --- | ----- | -- |
| 1    | CS Dacia Mioveni 2012    | 18 | 16 | 1 | 1  | 554 | 310 | + 244 | 49 |
| 2    | HC Activ CSO Plopeni     | 18 | 12 | 2 | 4  | 553 | 409 | + 144 | 38 |
| 3    | Național Râmnicu Vâlcea  | 18 | 12 | 1 | 5  | 495 | 417 | + 78  | 37 |
| 4    | FC Argeș Pitești         | 18 | 12 | 0 | 6  | 544 | 417 | + 127 | 36 |
| 5    | ACS Székelyudvarhely NKK | 18 | 5  | 0 | 13 | 432 | 543 | – 111 | 15 |
| 6    | CSU Târgoviște           | 18 | 3  | 0 | 15 | 390 | 595 | – 205 | 9  |
| 7    | LPS Târgu Jiu            | 18 | 1  | 0 | 17 | 369 | 646 | – 277 | 3  |

### Rezultate în retur
Date oficiale publicate de Federația Română de Handbal

### Etapa XXII
| 3 martie 2019 11:00 | CS Dacia Mioveni 2012 | 21 - 24 | FC Argeș Pitești | Sala Sporturilor Trivale, Pitești Arbitri: Babău, Roibu |
| 3 martie 2019 11:00 | Onicaș 9              | (12-17) | Bidașcu 6        | Sala Sporturilor Trivale, Pitești Arbitri: Babău, Roibu |
| 3 martie 2019 11:00 | Cronica               |         |                  | Sala Sporturilor Trivale, Pitești Arbitri: Babău, Roibu |

| 3 martie 2019 14:00 | LPS Târgu Jiu | 26 - 29 | CSU Târgoviște | Sala Sporturilor, Târgu Jiu Arbitri: Ciati, Lupu |
| 3 martie 2019 14:00 | (13-14)       |         |                | Sala Sporturilor, Târgu Jiu Arbitri: Ciati, Lupu |
| 3 martie 2019 14:00 | Cronica       |         |                | Sala Sporturilor, Târgu Jiu Arbitri: Ciati, Lupu |

| 3 martie 2019 17:00 | HC Activ CSO Plopeni | 34 - 26 | Național Râmnicu Vâlcea | Sala Sporturilor Olimpia, Ploiești Arbitri: Barbu, Manafu |
| 3 martie 2019 17:00 | Șerban 10            | (19-6)  | Bălăceanu 10            | Sala Sporturilor Olimpia, Ploiești Arbitri: Barbu, Manafu |
| 3 martie 2019 17:00 | Cronica              |         |                         | Sala Sporturilor Olimpia, Ploiești Arbitri: Barbu, Manafu |

ACS Székelyudvarhely NKK a stat.

### Etapa XXIII
| 7 martie 2019 13:00 | Național Râmnicu Vâlcea | 34 - 21 | LPS Târgu Jiu | Sala liceului Energetic, Râmnicu Vâlcea Arbitri: Ilina, Trandafirescu |
| 7 martie 2019 13:00 | (18-11)                 |         |               | Sala liceului Energetic, Râmnicu Vâlcea Arbitri: Ilina, Trandafirescu |
| 7 martie 2019 13:00 | Cronica                 |         |               | Sala liceului Energetic, Râmnicu Vâlcea Arbitri: Ilina, Trandafirescu |

| 10 martie 2019 11:00 | CSU Târgoviște | 33 - 21 | ACS Székelyudvarhely NKK | Sala Polivalentă, Târgoviște Arbitri: Costache, Vasile |
| 10 martie 2019 11:00 | (17-9)         |         |                          | Sala Polivalentă, Târgoviște Arbitri: Costache, Vasile |
| 10 martie 2019 11:00 | Cronica        |         |                          | Sala Polivalentă, Târgoviște Arbitri: Costache, Vasile |

| 10 martie 2019 17:00 | FC Argeș Pitești | 23 - 26 | HC Activ CSO Plopeni | Sala de Sport a Universității, Pitești Arbitri: Ifrim, Olisei |
| 10 martie 2019 17:00 | (12-13)          |         |                      | Sala de Sport a Universității, Pitești Arbitri: Ifrim, Olisei |
| 10 martie 2019 17:00 | Cronica          |         |                      | Sala de Sport a Universității, Pitești Arbitri: Ifrim, Olisei |

CS Dacia Mioveni 2012 a stat.

### Etapa XXIV
| 13 martie 2019 16:00 | LPS Târgu Jiu | 28 - 45 | FC Argeș Pitești | Sala Sporturilor, Târgu Jiu Arbitri: Tătaru, Văcariu |
| 13 martie 2019 16:00 | (10-21)       |         |                  | Sala Sporturilor, Târgu Jiu Arbitri: Tătaru, Văcariu |
| 13 martie 2019 16:00 | Cronica       |         |                  | Sala Sporturilor, Târgu Jiu Arbitri: Tătaru, Văcariu |

| 14 martie 2019 16:30 | ACS Székelyudvarhely NKK | 21 - 26 | Național Râmnicu Vâlcea | Sala Sporturilor, Odorheiu Secuiesc Arbitri: Balate, Szabó |
| 14 martie 2019 16:30 |                          | (11-15) | Bălăceanu 5             | Sala Sporturilor, Odorheiu Secuiesc Arbitri: Balate, Szabó |
| 14 martie 2019 16:30 | Cronica                  |         |                         | Sala Sporturilor, Odorheiu Secuiesc Arbitri: Balate, Szabó |

| 17 martie 2019 11:00 | HC Activ CSO Plopeni | 15 - 18 | CS Dacia Mioveni 2012 | Sala Sporturilor Olimpia, Ploiești Arbitri: Chirițoiu, Neagu |
| 17 martie 2019 11:00 | Șerban 6             | (8-9)   | Onicaș 7              | Sala Sporturilor Olimpia, Ploiești Arbitri: Chirițoiu, Neagu |
| 17 martie 2019 11:00 | Cronica              |         |                       | Sala Sporturilor Olimpia, Ploiești Arbitri: Chirițoiu, Neagu |

CSU Târgoviște a stat.

### Etapa XXV
| 28 martie 2019 12:30 | CS Dacia Mioveni 2012 | 41 - 13 | LPS Târgu Jiu | Sala Sporturilor Trivale, Pitești Arbitri: Cristea, Marin |
| 28 martie 2019 12:30 | Pârvulescu 8          | (21-5)  | Andrița 10    | Sala Sporturilor Trivale, Pitești Arbitri: Cristea, Marin |
| 28 martie 2019 12:30 | Cronica               |         |               | Sala Sporturilor Trivale, Pitești Arbitri: Cristea, Marin |

| 31 martie 2019 11:00 | FC Argeș Pitești | 36 - 20 | ACS Székelyudvarhely NKK | Sala de Sport a Universității, Pitești Arbitri: Samson, Trandafirescu |
| 31 martie 2019 11:00 | (15-8)           |         |                          | Sala de Sport a Universității, Pitești Arbitri: Samson, Trandafirescu |
| 31 martie 2019 11:00 | Cronica          |         |                          | Sala de Sport a Universității, Pitești Arbitri: Samson, Trandafirescu |

| 31 martie 2019 13:00 | Național Râmnicu Vâlcea | 29 - 17 | CSU Târgoviște | Sala liceului Energetic, Râmnicu Vâlcea Arbitri: Ilina, Pădeanu |
| 31 martie 2019 13:00 | (18-9)                  |         |                | Sala liceului Energetic, Râmnicu Vâlcea Arbitri: Ilina, Pădeanu |
| 31 martie 2019 13:00 | Cronica                 |         |                | Sala liceului Energetic, Râmnicu Vâlcea Arbitri: Ilina, Pădeanu |

HC Activ CSO Plopeni a stat.

### Etapa XXVI
| 7 aprilie 2019 10:00 | CSU Târgoviște | 19 - 30 | FC Argeș Pitești | Sala Polivalentă, Târgoviște Arbitri: Ghesoiu, Tănăsescu |
| 7 aprilie 2019 10:00 | Liță 9         | (10-14) |                  | Sala Polivalentă, Târgoviște Arbitri: Ghesoiu, Tănăsescu |
| 7 aprilie 2019 10:00 | Cronica        |         |                  | Sala Polivalentă, Târgoviște Arbitri: Ghesoiu, Tănăsescu |

| 7 aprilie 2019 14:00 | LPS Târgu Jiu | 23 - 34 | HC Activ CSO Plopeni | Sala Sporturilor, Târgu Jiu Arbitri: Dumitru, Ionescu |
| 7 aprilie 2019 14:00 | Andrița 12    | (10-16) | Șerban 11            | Sala Sporturilor, Târgu Jiu Arbitri: Dumitru, Ionescu |
| 7 aprilie 2019 14:00 | Cronica       |         |                      | Sala Sporturilor, Târgu Jiu Arbitri: Dumitru, Ionescu |

| 7 aprilie 2019 15:00 | ACS Székelyudvarhely NKK | 20 - 34 | CS Dacia Mioveni 2012 | Sala Sporturilor, Odorheiu Secuiesc Arbitri: Agliceriu, Turdean |
| 7 aprilie 2019 15:00 | Kerekes 5                | (11-15) | Prelevic 10           | Sala Sporturilor, Odorheiu Secuiesc Arbitri: Agliceriu, Turdean |
| 7 aprilie 2019 15:00 | Cronica                  |         |                       | Sala Sporturilor, Odorheiu Secuiesc Arbitri: Agliceriu, Turdean |

Național Râmnicu Vâlcea a stat.

### Etapa XXVII
| 14 aprilie 2019 11:00 | CS Dacia Mioveni 2012 | 35 - 11 | CSU Târgoviște | Sala Sporturilor Trivale, Pitești Arbitri: Ilina, Pădeanu |
| 14 aprilie 2019 11:00 | Pârvulescu 9          | (18-3)  | Liță 6         | Sala Sporturilor Trivale, Pitești Arbitri: Ilina, Pădeanu |
| 14 aprilie 2019 11:00 | Cronica               |         |                | Sala Sporturilor Trivale, Pitești Arbitri: Ilina, Pădeanu |

| 14 aprilie 2019 11:00 | FC Argeș Pitești | 23 - 15 | Național Râmnicu Vâlcea | Sala de Sport a Universității, Pitești Arbitri: Babău, Roibu |
| 14 aprilie 2019 11:00 | (16-7)           |         |                         | Sala de Sport a Universității, Pitești Arbitri: Babău, Roibu |
| 14 aprilie 2019 11:00 | Cronica          |         |                         | Sala de Sport a Universității, Pitești Arbitri: Babău, Roibu |

| 14 aprilie 2019 12:00 | HC Activ CSO Plopeni | 32 - 21 | ACS Székelyudvarhely NKK | Sala Sporturilor, Plopeni Arbitri: Chicuș, Olteanu |
| 14 aprilie 2019 12:00 | Leuștean 6           | (16-7)  |                          | Sala Sporturilor, Plopeni Arbitri: Chicuș, Olteanu |
| 14 aprilie 2019 12:00 | Cronica              |         |                          | Sala Sporturilor, Plopeni Arbitri: Chicuș, Olteanu |

LPS Târgu Jiu a stat.

### Etapa XIV
| 17 aprilie 2019 13:00 | Național Râmnicu Vâlcea | 27 - 30 | CS Dacia Mioveni 2012 | Sala liceului Energetic, Râmnicu Vâlcea Arbitri: Ilina, Samson |
| 17 aprilie 2019 13:00 | Marin, Vâlcan 6         | (16-13) | Prelevic 11           | Sala liceului Energetic, Râmnicu Vâlcea Arbitri: Ilina, Samson |
| 17 aprilie 2019 13:00 | Cronica                 |         |                       | Sala liceului Energetic, Râmnicu Vâlcea Arbitri: Ilina, Samson |

| 18 aprilie 2019 15:00 | ACS Székelyudvarhely NKK | 30 - 27 | LPS Târgu Jiu | Sala Sporturilor, Odorheiu Secuiesc Arbitri: Albert, Costin |
| 18 aprilie 2019 15:00 | Major 10                 | (14-16) | Andrița 11    | Sala Sporturilor, Odorheiu Secuiesc Arbitri: Albert, Costin |
| 18 aprilie 2019 15:00 | Cronica                  |         |               | Sala Sporturilor, Odorheiu Secuiesc Arbitri: Albert, Costin |

| 18 aprilie 2019 16:00 | CSU Târgoviște | 21 - 34 | HC Activ CSO Plopeni | Sala Polivalentă, Târgoviște Arbitri: Mărgărit, Pîrciu |
| 18 aprilie 2019 16:00 | Liță 11        | (5-16)  | Leuștean 7           | Sala Polivalentă, Târgoviște Arbitri: Mărgărit, Pîrciu |
| 18 aprilie 2019 16:00 | Cronica        |         |                      | Sala Polivalentă, Târgoviște Arbitri: Mărgărit, Pîrciu |

FC Argeș Pitești a stat.

## Seria D

### Clasament
|  | Echipe care vor participa la turneul semifinal |

Clasament valabil pe 4 mai 2019.
| Poz. | Echipa                   | J  | V  | E | Î  | GM  | GP  | DG    | P  |
| ---- | ------------------------ | -- | -- | - | -- | --- | --- | ----- | -- |
| 1    | CSM Târgu Mureș          | 20 | 19 | 0 | 1  | 670 | 501 | + 169 | 57 |
| 2    | ACS Crișul Chișineu-Criș | 20 | 12 | 2 | 6  | 626 | 589 | + 37  | 38 |
| 3    | CS Universitatea Reșița  | 20 | 9  | 2 | 9  | 508 | 519 | – 11  | 29 |
| 4    | CS Minaur Baia Mare II   | 20 | 8  | 0 | 12 | 564 | 589 | – 25  | 24 |
| 5    | CS Universitar Oradea    | 20 | 6  | 0 | 14 | 518 | 592 | – 74  | 18 |
| 6    | CSU de Vest Timișoara    | 20 | 4  | 0 | 16 | 548 | 644 | – 96  | 12 |

### Rezultate în tur
Date oficiale publicate de Federația Română de Handbal

### Etapa I
| 9 septembrie 2018 10:00 | CS Minaur Baia Mare II | 35 - 29 | CS Universitatea Reșița | Sala Sporturilor „Lascăr Pană”, Baia Mare Arbitri: Foltic, Pipa |
| 9 septembrie 2018 10:00 | (16-13)                |         |                         | Sala Sporturilor „Lascăr Pană”, Baia Mare Arbitri: Foltic, Pipa |
| 9 septembrie 2018 10:00 | Cronica                |         |                         | Sala Sporturilor „Lascăr Pană”, Baia Mare Arbitri: Foltic, Pipa |

| 9 septembrie 2018 11:00 | CS Universitar Oradea | 25 - 33 | ACS Crișul Chișineu-Criș | Sala de Jocuri Sportive a Universității, Oradea Arbitri: Tătăru, Văcariu |
| 9 septembrie 2018 11:00 | Abodi 9               | (10-17) | Snakovszki 9             | Sala de Jocuri Sportive a Universității, Oradea Arbitri: Tătăru, Văcariu |
| 9 septembrie 2018 11:00 | 3×                    | Cronica | 2×                       | Sala de Jocuri Sportive a Universității, Oradea Arbitri: Tătăru, Văcariu |

| 9 septembrie 2018 17:00 | CSM Târgu Mureș | 37 - 25 | CSU de Vest Timișoara | Sala Polivalentă, Târgu Mureș Arbitri: Gherman, Moldovan |
| 9 septembrie 2018 17:00 | Bărăbaș 8       | (17-9)  | Istrate 9             | Sala Polivalentă, Târgu Mureș Arbitri: Gherman, Moldovan |
| 9 septembrie 2018 17:00 | Cronica         |         |                       | Sala Polivalentă, Târgu Mureș Arbitri: Gherman, Moldovan |

### Etapa II
| 16 septembrie 2018 11:00 | CSU de Vest Timișoara | 34 - 39 | ACS Crișul Chișineu-Criș | Sala UVT, Timișoara Arbitri: Ciati, Lupu |
| 16 septembrie 2018 11:00 | Puta 14               | (15-18) | Klimek 11                | Sala UVT, Timișoara Arbitri: Ciati, Lupu |
| 16 septembrie 2018 11:00 | Cronica               |         |                          | Sala UVT, Timișoara Arbitri: Ciati, Lupu |

| 16 septembrie 2018 15:00 | CS Universitatea Reșița | 21 - 20 | CS Universitar Oradea | Sala Sporturilor, Reșița Arbitri: Drăgănescu, Eremia |
| 16 septembrie 2018 15:00 | Șerban 7                | (12-9)  | Țanc 5                | Sala Sporturilor, Reșița Arbitri: Drăgănescu, Eremia |
| 16 septembrie 2018 15:00 | Cronica                 |         |                       | Sala Sporturilor, Reșița Arbitri: Drăgănescu, Eremia |

| 16 septembrie 2018 17:00 | CSM Târgu Mureș | 31 - 23 | CS Minaur Baia Mare II | Sala Polivalentă, Târgu Mureș Arbitri: Chiriac, Vlasa |
| 16 septembrie 2018 17:00 | Munteanu 9      | (17-14) |                        | Sala Polivalentă, Târgu Mureș Arbitri: Chiriac, Vlasa |
| 16 septembrie 2018 17:00 | Cronica         |         |                        | Sala Polivalentă, Târgu Mureș Arbitri: Chiriac, Vlasa |

### Etapa III
| 23 septembrie 2018 10:00 | CS Minaur Baia Mare II | 32 - 25 | CSU de Vest Timișoara | Sala Sporturilor „Lascăr Pană”, Baia Mare Arbitri: Biriș, Coroban |
| 23 septembrie 2018 10:00 | Șamanț 9               | (13-16) | Puta 6                | Sala Sporturilor „Lascăr Pană”, Baia Mare Arbitri: Biriș, Coroban |
| 23 septembrie 2018 10:00 | Cronica                |         |                       | Sala Sporturilor „Lascăr Pană”, Baia Mare Arbitri: Biriș, Coroban |

| 23 septembrie 2018 11:00 | CS Universitar Oradea | 17 - 35 | CSM Târgu Mureș | Sala de Jocuri Sportive a Universității, Oradea Arbitri: Baghiu, Fiscu |
| 23 septembrie 2018 11:00 | (8-17)                |         |                 | Sala de Jocuri Sportive a Universității, Oradea Arbitri: Baghiu, Fiscu |
| 23 septembrie 2018 11:00 | Cronica               |         |                 | Sala de Jocuri Sportive a Universității, Oradea Arbitri: Baghiu, Fiscu |

| 23 septembrie 2018 12:00 | ACS Crișul Chișineu-Criș | 30 - 29 | CS Universitatea Reșița | Sala Sporturilor Victoria, Arad Arbitri: Nacu, Rucoi |
| 23 septembrie 2018 12:00 | Boldor, Klimek 6         | (15-14) | Șerban 12               | Sala Sporturilor Victoria, Arad Arbitri: Nacu, Rucoi |
| 23 septembrie 2018 12:00 | Cronica                  |         |                         | Sala Sporturilor Victoria, Arad Arbitri: Nacu, Rucoi |

### Etapa IV
| 7 octombrie 2018 12:30 | CSU de Vest Timișoara | 25 - 26 | CS Universitatea Reșița      | Sala UVT, Timișoara Arbitri: Cruceru, Rădulescu |
| 7 octombrie 2018 12:30 | Istrate, Puta 6       | (12-13) | Bledea, Vezențan, Vlădășel 5 | Sala UVT, Timișoara Arbitri: Cruceru, Rădulescu |
| 7 octombrie 2018 12:30 | Cronica               |         |                              | Sala UVT, Timișoara Arbitri: Cruceru, Rădulescu |

| 7 octombrie 2018 16:00 | CS Minaur Baia Mare II | 24 - 26 | CS Universitar Oradea | Sala Sporturilor „Lascăr Pană”, Baia Mare Arbitri: Durnea, Toacă |
| 7 octombrie 2018 16:00 |                        | (12-13) | Țanc 6                | Sala Sporturilor „Lascăr Pană”, Baia Mare Arbitri: Durnea, Toacă |
| 7 octombrie 2018 16:00 | Cronica                |         |                       | Sala Sporturilor „Lascăr Pană”, Baia Mare Arbitri: Durnea, Toacă |

| 7 octombrie 2018 17:00 | CSM Târgu Mureș | 36 - 30 | ACS Crișul Chișineu-Criș | Sala Polivalentă, Târgu Mureș Arbitri: Drăguț, Drăghici |
| 7 octombrie 2018 17:00 | Bărăbaș 10      | (15-17) | Boldor 8                 | Sala Polivalentă, Târgu Mureș Arbitri: Drăguț, Drăghici |
| 7 octombrie 2018 17:00 | Cronica         |         |                          | Sala Polivalentă, Târgu Mureș Arbitri: Drăguț, Drăghici |

### Etapa V
| 14 octombrie 2018 11:00 | CS Universitar Oradea | 29 - 24 | CSU de Vest Timișoara  | Sala de Jocuri Sportive a Universității, Oradea Arbitri: Pavel, Pențea |
| 14 octombrie 2018 11:00 | Lazea, Țanc 7         | (14-13) | Istrate, Puta, Șunei 6 | Sala de Jocuri Sportive a Universității, Oradea Arbitri: Pavel, Pențea |
| 14 octombrie 2018 11:00 | 2×                    | Cronica | 3×                     | Sala de Jocuri Sportive a Universității, Oradea Arbitri: Pavel, Pențea |

| 14 octombrie 2018 14:30 | CS Universitatea Reșița | 25 - 30 | CSM Târgu Mureș | Sala Sporturilor, Reșița Arbitri: Tătăru, Văcariu |
| 14 octombrie 2018 14:30 | (15-18)                 |         |                 | Sala Sporturilor, Reșița Arbitri: Tătăru, Văcariu |
| 14 octombrie 2018 14:30 | Cronica                 |         |                 | Sala Sporturilor, Reșița Arbitri: Tătăru, Văcariu |

| 14 octombrie 2018 17:00 | ACS Crișul Chișineu-Criș | 31 - 32 | CS Minaur Baia Mare II | Sala Sporturilor Victoria, Arad Arbitri: Gurbina, Stanciu |
| 14 octombrie 2018 17:00 | Klimek 9                 | (15-18) | Șamanț 8               | Sala Sporturilor Victoria, Arad Arbitri: Gurbina, Stanciu |
| 14 octombrie 2018 17:00 | Cronica                  |         |                        | Sala Sporturilor Victoria, Arad Arbitri: Gurbina, Stanciu |

### Clasament tur
Clasament valabil pe 14 octombrie 2018, la finalul turului.
| Poz. | Echipa                   | J | V | E | Î | GM  | GP  | DG   | P  |
| ---- | ------------------------ | - | - | - | - | --- | --- | ---- | -- |
| 1    | CSM Târgu Mureș          | 5 | 5 | 0 | 0 | 169 | 120 | + 49 | 15 |
| 2    | ACS Crișul Chișineu-Criș | 5 | 3 | 0 | 2 | 163 | 156 | + 7  | 9  |
| 3    | CS Minaur Baia Mare II   | 5 | 3 | 0 | 2 | 146 | 142 | + 4  | 9  |
| 4    | CS Universitatea Reșița  | 5 | 2 | 0 | 3 | 130 | 140 | – 10 | 6  |
| 5    | CS Universitar Oradea    | 5 | 2 | 0 | 3 | 117 | 137 | – 20 | 6  |
| 6    | CSU de Vest Timișoara    | 5 | 0 | 0 | 5 | 133 | 163 | – 30 | 0  |

### Rezultate în retur
Date oficiale publicate de Federația Română de Handbal

### Etapa VI
| 21 octombrie 2018 11:00 | CS Universitatea Reșița | 32 - 22 | CS Minaur Baia Mare II | Sala Sporturilor, Reșița Arbitri: Marii, Tache |
| 21 octombrie 2018 11:00 | Bledea 7                | (16-10) |                        | Sala Sporturilor, Reșița Arbitri: Marii, Tache |
| 21 octombrie 2018 11:00 | Cronica                 |         |                        | Sala Sporturilor, Reșița Arbitri: Marii, Tache |

| 21 octombrie 2018 17:00 | CSU de Vest Timișoara | 30 - 39 | CSM Târgu Mureș | Sala UVT, Timișoara Arbitri: Drăgănescu, Eremia |
| 21 octombrie 2018 17:00 |                       | (16-21) | Bărăbaș 7       | Sala UVT, Timișoara Arbitri: Drăgănescu, Eremia |
| 21 octombrie 2018 17:00 | Cronica               |         |                 | Sala UVT, Timișoara Arbitri: Drăgănescu, Eremia |

| 21 octombrie 2018 17:00 | ACS Crișul Chișineu-Criș | 33 - 26 | CS Universitar Oradea | Sala de Sport a Universității „Aurel Vlaicu”, Arad Arbitri: Ciati, Lupu |
| 21 octombrie 2018 17:00 | Iuga 8                   | (15-14) | Lazea 7               | Sala de Sport a Universității „Aurel Vlaicu”, Arad Arbitri: Ciati, Lupu |
| 21 octombrie 2018 17:00 | Cronica                  |         |                       | Sala de Sport a Universității „Aurel Vlaicu”, Arad Arbitri: Ciati, Lupu |

### Etapa VII
| 28 octombrie 2018 10:00 | CS Minaur Baia Mare II | 26 - 34 | CSM Târgu Mureș | Sala Sporturilor „Lascăr Pană”, Baia Mare Arbitri: Chiriac, Vlasa |
| 28 octombrie 2018 10:00 | Eremici 5              | (10-14) | Stîngu 9        | Sala Sporturilor „Lascăr Pană”, Baia Mare Arbitri: Chiriac, Vlasa |
| 28 octombrie 2018 10:00 | Cronica                |         |                 | Sala Sporturilor „Lascăr Pană”, Baia Mare Arbitri: Chiriac, Vlasa |

| 28 octombrie 2018 11:00 | CS Universitar Oradea | 19 - 26 | CS Universitatea Reșița | Sala de Jocuri Sportive a Universității, Oradea Arbitri: Durnea, Toacă |
| 28 octombrie 2018 11:00 | Lazea 5               | (11-9)  |                         | Sala de Jocuri Sportive a Universității, Oradea Arbitri: Durnea, Toacă |
| 28 octombrie 2018 11:00 | Cronica               |         |                         | Sala de Jocuri Sportive a Universității, Oradea Arbitri: Durnea, Toacă |

| 28 octombrie 2018 16:00 | ACS Crișul Chișineu-Criș | 39 - 34 | CSU de Vest Timișoara | Sala de Sport a Universității A. Vlaicu, Arad Arbitri: Foltic, Pipa |
| 28 octombrie 2018 16:00 | Boldor 7                 | (15-16) |                       | Sala de Sport a Universității A. Vlaicu, Arad Arbitri: Foltic, Pipa |
| 28 octombrie 2018 16:00 | Cronica                  |         |                       | Sala de Sport a Universității A. Vlaicu, Arad Arbitri: Foltic, Pipa |

### Etapa VIII
| 4 noiembrie 2018 11:30 | CSU de Vest Timișoara | 26 - 33 | CS Minaur Baia Mare II | Sala UVT, Timișoara Arbitri: Pavel, Pențea |
| 4 noiembrie 2018 11:30 |                       | (13-16) | Șamanț 8               | Sala UVT, Timișoara Arbitri: Pavel, Pențea |
| 4 noiembrie 2018 11:30 | Cronica               |         |                        | Sala UVT, Timișoara Arbitri: Pavel, Pențea |

| 4 noiembrie 2018 14:00 | CS Universitatea Reșița | 29 - 29 | ACS Crișul Chișineu-Criș | Sala Sporturilor, Reșița Arbitri: Drăgănescu, Eremia |
| 4 noiembrie 2018 14:00 | Bledea 7                | (12-16) | Iuga 7                   | Sala Sporturilor, Reșița Arbitri: Drăgănescu, Eremia |
| 4 noiembrie 2018 14:00 | Cronica                 |         |                          | Sala Sporturilor, Reșița Arbitri: Drăgănescu, Eremia |

| 4 noiembrie 2018 17:00 | CSM Târgu Mureș | 38 - 25 | CS Universitar Oradea | Sala Polivalentă, Târgu Mureș Arbitri: Fînață, Hendrea |
| 4 noiembrie 2018 17:00 | Bărăbaș 9       | (17-10) |                       | Sala Polivalentă, Târgu Mureș Arbitri: Fînață, Hendrea |
| 4 noiembrie 2018 17:00 | Cronica         |         |                       | Sala Polivalentă, Târgu Mureș Arbitri: Fînață, Hendrea |

### Etapa IX
| 8 noiembrie 2018 16:30 | CS Universitatea Reșița      | 29 - 26 | CSU de Vest Timișoara | Sala Sporturilor, Reșița Arbitri: Chiriac, Cordescu |
| 8 noiembrie 2018 16:30 | Bledea, Dumitrescu, Șerban 6 | (16-13) |                       | Sala Sporturilor, Reșița Arbitri: Chiriac, Cordescu |
| 8 noiembrie 2018 16:30 | Cronica                      |         |                       | Sala Sporturilor, Reșița Arbitri: Chiriac, Cordescu |

| 11 noiembrie 2018 10:00 | CS Universitar Oradea | 28 - 27 | CS Minaur Baia Mare II | Sala de Jocuri Sportive a Universității, Oradea Arbitri: Tătăru, Văcariu |
| 11 noiembrie 2018 10:00 | Lazea 7               | (14-10) |                        | Sala de Jocuri Sportive a Universității, Oradea Arbitri: Tătăru, Văcariu |
| 11 noiembrie 2018 10:00 | Cronica               |         |                        | Sala de Jocuri Sportive a Universității, Oradea Arbitri: Tătăru, Văcariu |

| 11 noiembrie 2018 17:00 | ACS Crișul Chișineu-Criș | 35 - 36 | CSM Târgu Mureș | Sala de Sport a Universității A. Vlaicu, Arad Arbitri: Badiu, Barbu |
| 11 noiembrie 2018 17:00 | Klimek 11                | (14-17) | Stîngu 17       | Sala de Sport a Universității A. Vlaicu, Arad Arbitri: Badiu, Barbu |
| 11 noiembrie 2018 17:00 | Cronica                  |         |                 | Sala de Sport a Universității A. Vlaicu, Arad Arbitri: Badiu, Barbu |

### Etapa X
| 17 decembrie 2018 15:00 | CS Minaur Baia Mare II | 28 - 33 | ACS Crișul Chișineu-Criș | Sala Sporturilor „Lascăr Pană”, Baia Mare Arbitri: Mârzea, Nedelea |
| 17 decembrie 2018 15:00 |                        | (11-19) | Iuga 8                   | Sala Sporturilor „Lascăr Pană”, Baia Mare Arbitri: Mârzea, Nedelea |
| 17 decembrie 2018 15:00 | Cronica                |         |                          | Sala Sporturilor „Lascăr Pană”, Baia Mare Arbitri: Mârzea, Nedelea |

| 20 decembrie 2018 16:30 | CSU de Vest Timișoara | 37 - 31 | CS Universitar Oradea | Sala UVT, Timișoara Arbitri: Dosa, Ianu |
| 20 decembrie 2018 16:30 | Puta 11               | (20-16) |                       | Sala UVT, Timișoara Arbitri: Dosa, Ianu |
| 20 decembrie 2018 16:30 | Cronica               |         |                       | Sala UVT, Timișoara Arbitri: Dosa, Ianu |

| 20 decembrie 2018 17:00 | CSM Târgu Mureș | 40 - 26 | CS Universitatea Reșița | Sala Polivalentă, Târgu Mureș Arbitri: Foltic, Pipa |
| 20 decembrie 2018 17:00 | Bărăbaș 9       | (19-13) | Șerban 7                | Sala Polivalentă, Târgu Mureș Arbitri: Foltic, Pipa |
| 20 decembrie 2018 17:00 | Cronica         |         |                         | Sala Polivalentă, Târgu Mureș Arbitri: Foltic, Pipa |

### Clasament retur
Clasament valabil pe 20 decembrie 2018, la finalul returului.
| Poz. | Echipa                   | J  | V  | E | Î | GM  | GP  | DG   | P  |
| ---- | ------------------------ | -- | -- | - | - | --- | --- | ---- | -- |
| 1    | CSM Târgu Mureș          | 10 | 10 | 0 | 0 | 356 | 262 | + 94 | 30 |
| 2    | ACS Crișul Chișineu-Criș | 10 | 6  | 1 | 3 | 332 | 309 | + 23 | 19 |
| 3    | CS Universitatea Reșița  | 10 | 5  | 1 | 4 | 272 | 276 | – 4  | 16 |
| 4    | CS Minaur Baia Mare II   | 10 | 4  | 0 | 6 | 282 | 295 | – 13 | 12 |
| 5    | CS Universitar Oradea    | 10 | 3  | 0 | 7 | 246 | 298 | – 52 | 9  |
| 6    | CSU de Vest Timișoara    | 10 | 1  | 0 | 9 | 286 | 334 | – 48 | 3  |

### Rezultate în tur
Date oficiale publicate de Federația Română de Handbal

### Etapa XI
| 13 ianuarie 2019 11:00 | CS Minaur Baia Mare II | 28 - 23 | CS Universitatea Reșița | Sala Sporturilor „Lascăr Pană”, Baia Mare Arbitri: Pavel, Pențea |
| 13 ianuarie 2019 11:00 | (13-13)                |         |                         | Sala Sporturilor „Lascăr Pană”, Baia Mare Arbitri: Pavel, Pențea |
| 13 ianuarie 2019 11:00 | Cronica                |         |                         | Sala Sporturilor „Lascăr Pană”, Baia Mare Arbitri: Pavel, Pențea |

| 13 ianuarie 2019 11:00 | CS Universitar Oradea | 34 - 31 | ACS Crișul Chișineu-Criș | Sala de Jocuri Sportive a Universității, Oradea Arbitri: Gherman, Moldovan |
| 13 ianuarie 2019 11:00 | Petric 9              | (16-15) | Boldor, Iuga 7           | Sala de Jocuri Sportive a Universității, Oradea Arbitri: Gherman, Moldovan |
| 13 ianuarie 2019 11:00 | Cronica               |         |                          | Sala de Jocuri Sportive a Universității, Oradea Arbitri: Gherman, Moldovan |

| 13 ianuarie 2019 17:00 | CSM Târgu Mureș     | 40 - 26 | CSU de Vest Timișoara | Sala Polivalentă, Târgu Mureș Arbitri: Chiriac, Vlasa |
| 13 ianuarie 2019 17:00 | Bărăbaș, Târșoagă 6 | (18-11) | Biro 6                | Sala Polivalentă, Târgu Mureș Arbitri: Chiriac, Vlasa |
| 13 ianuarie 2019 17:00 | Cronica             |         |                       | Sala Polivalentă, Târgu Mureș Arbitri: Chiriac, Vlasa |

### Etapa XII
| 20 ianuarie 2019 11:30 | CSU de Vest Timișoara | 30 - 33 | ACS Crișul Chișineu-Criș | Sala UVT, Timișoara Arbitri: Foltic, Pipa |
| 20 ianuarie 2019 11:30 | Istrate, Marin 8      | (14-19) | Klimek 9                 | Sala UVT, Timișoara Arbitri: Foltic, Pipa |
| 20 ianuarie 2019 11:30 | Cronica               |         |                          | Sala UVT, Timișoara Arbitri: Foltic, Pipa |

| 20 ianuarie 2019 15:00 | CS Universitatea Reșița | 26 - 25 | CS Universitar Oradea | Sala Sporturilor, Reșița Arbitri: Durnea, Toacă |
| 20 ianuarie 2019 15:00 | Bledea, Vezențan 7      | (11-10) | Lazea 10              | Sala Sporturilor, Reșița Arbitri: Durnea, Toacă |
| 20 ianuarie 2019 15:00 | Cronica                 |         |                       | Sala Sporturilor, Reșița Arbitri: Durnea, Toacă |

| 20 ianuarie 2019 17:00 | CSM Târgu Mureș | 39 - 22 | CS Minaur Baia Mare II | Sala Polivalentă, Târgu Mureș Arbitri: Ciobea, Dordea |
| 20 ianuarie 2019 17:00 | Munteanu 7      | (18-11) | Jobolovici 5           | Sala Polivalentă, Târgu Mureș Arbitri: Ciobea, Dordea |
| 20 ianuarie 2019 17:00 | Cronica         |         |                        | Sala Polivalentă, Târgu Mureș Arbitri: Ciobea, Dordea |

### Etapa XIII
| 27 ianuarie 2019 11:00 | CS Minaur Baia Mare II | 37 - 22 | CSU de Vest Timișoara | Sala Sporturilor „Lascăr Pană”, Baia Mare Arbitri: Horoba, Pelin |
| 27 ianuarie 2019 11:00 | Bîscă 8                | (20-11) | Senciuc 8             | Sala Sporturilor „Lascăr Pană”, Baia Mare Arbitri: Horoba, Pelin |
| 27 ianuarie 2019 11:00 | Cronica                |         |                       | Sala Sporturilor „Lascăr Pană”, Baia Mare Arbitri: Horoba, Pelin |

| 27 ianuarie 2019 15:00 | ACS Crișul Chișineu-Criș | 19 - 16 | CS Universitatea Reșița | Sala Sporturilor Victoria, Arad Arbitri: Apostu, Chinde |
| 27 ianuarie 2019 15:00 | Klimek 9                 | (9-8)   | Cristea 6               | Sala Sporturilor Victoria, Arad Arbitri: Apostu, Chinde |
| 27 ianuarie 2019 15:00 | Cronica                  |         |                         | Sala Sporturilor Victoria, Arad Arbitri: Apostu, Chinde |

| 27 ianuarie 2019 17:00 | CS Universitar Oradea | 25 - 29 | CSM Târgu Mureș | Sala de Jocuri Sportive a Universității, Oradea Arbitri: Chiriac, Vlasa |
| 27 ianuarie 2019 17:00 | Petric 9              | (12-10) | Stîngu 9        | Sala de Jocuri Sportive a Universității, Oradea Arbitri: Chiriac, Vlasa |
| 27 ianuarie 2019 17:00 | Cronica               |         |                 | Sala de Jocuri Sportive a Universității, Oradea Arbitri: Chiriac, Vlasa |

### Etapa XIV
| 3 februarie 2019 12:00 | CSU de Vest Timișoara | 23 - 19 | CS Universitatea Reșița | Sala UVT, Timișoara Arbitri: Drăgănescu, Eremia |
| 3 februarie 2019 12:00 | Juravle 7             | (8-7)   | Dumitrescu 7            | Sala UVT, Timișoara Arbitri: Drăgănescu, Eremia |
| 3 februarie 2019 12:00 | Cronica               |         |                         | Sala UVT, Timișoara Arbitri: Drăgănescu, Eremia |

| 3 februarie 2019 14:00 | CS Minaur Baia Mare II | 34 - 23 | CS Universitar Oradea | Sala de Sport a Școlii nr.5, Baia Mare Arbitri: Pavel, Pențea |
| 3 februarie 2019 14:00 | Șamanț 6               | (15-12) | Țanc 9                | Sala de Sport a Școlii nr.5, Baia Mare Arbitri: Pavel, Pențea |
| 3 februarie 2019 14:00 | Cronica                |         |                       | Sala de Sport a Școlii nr.5, Baia Mare Arbitri: Pavel, Pențea |

| 3 februarie 2019 17:00 | CSM Târgu Mureș | 32 - 27 | ACS Crișul Chișineu-Criș | Sala Polivalentă, Târgu Mureș Arbitri: Drăguț, Drăghici |
| 3 februarie 2019 17:00 | Târșoagă 6      | (19-11) | Klimek 8                 | Sala Polivalentă, Târgu Mureș Arbitri: Drăguț, Drăghici |
| 3 februarie 2019 17:00 | Cronica         |         |                          | Sala Polivalentă, Târgu Mureș Arbitri: Drăguț, Drăghici |

### Etapa XV
| 7 februarie 2019 16:00 | ACS Crișul Chișineu-Criș | 38 - 24 | CS Minaur Baia Mare II | Sala Sporturilor Victoria, Arad Arbitri: Baghiu, Fiscu |
| 7 februarie 2019 16:00 | Boldor 8                 | (15-16) | Șamanț 7               | Sala Sporturilor Victoria, Arad Arbitri: Baghiu, Fiscu |
| 7 februarie 2019 16:00 | Cronica                  |         |                        | Sala Sporturilor Victoria, Arad Arbitri: Baghiu, Fiscu |

| 10 februarie 2019 11:00 | CS Universitar Oradea | 29 - 24 | CSU de Vest Timișoara | Sala de Jocuri Sportive a Universității, Oradea Arbitri: Chiriac, Vlasa |
| 10 februarie 2019 11:00 | Petric 7              | (12-9)  | Biro 6                | Sala de Jocuri Sportive a Universității, Oradea Arbitri: Chiriac, Vlasa |
| 10 februarie 2019 11:00 | Cronica               |         |                       | Sala de Jocuri Sportive a Universității, Oradea Arbitri: Chiriac, Vlasa |

| 10 februarie 2019 18:00 | CS Universitatea Reșița | 22 - 33 | CSM Târgu Mureș | Sala Sporturilor, Reșița Arbitri: Tătăru, Văcariu |
| 10 februarie 2019 18:00 | Vezențan 6              | (10-15) | Târșoagă 8      | Sala Sporturilor, Reșița Arbitri: Tătăru, Văcariu |
| 10 februarie 2019 18:00 | Cronica                 |         |                 | Sala Sporturilor, Reșița Arbitri: Tătăru, Văcariu |

### Clasament tur
Clasament valabil pe 10 februarie 2019, la finalul turului.
| Poz. | Echipa                   | J  | V  | E | Î  | GM  | GP  | DG    | P  |
| ---- | ------------------------ | -- | -- | - | -- | --- | --- | ----- | -- |
| 1    | CSM Târgu Mureș          | 15 | 15 | 0 | 0  | 529 | 384 | + 145 | 45 |
| 2    | ACS Crișul Chișineu-Criș | 15 | 9  | 1 | 5  | 480 | 445 | + 35  | 28 |
| 3    | CS Minaur Baia Mare II   | 15 | 7  | 0 | 8  | 427 | 440 | – 13  | 21 |
| 4    | CS Universitatea Reșița  | 15 | 6  | 1 | 8  | 378 | 404 | – 26  | 19 |
| 5    | CS Universitar Oradea    | 15 | 5  | 0 | 10 | 382 | 442 | – 60  | 15 |
| 6    | CSU de Vest Timișoara    | 15 | 2  | 0 | 13 | 411 | 492 | – 81  | 6  |

### Rezultate în retur
Date oficiale publicate de Federația Română de Handbal

### Etapa XVI
| 3 martie 2019 11:00 | CS Universitatea Reșița | 27 - 24 | CS Minaur Baia Mare II | Sala Sporturilor, Reșița Arbitri: Cruceru, Eremia |
| 3 martie 2019 11:00 | (16-13)                 |         |                        | Sala Sporturilor, Reșița Arbitri: Cruceru, Eremia |
| 3 martie 2019 11:00 | Cronica                 |         |                        | Sala Sporturilor, Reșița Arbitri: Cruceru, Eremia |

| 3 martie 2019 17:00 | ACS Crișul Chișineu-Criș | 37 - 35 | CS Universitar Oradea | Sala de Sport a Universității A. Vlaicu, Arad Arbitri: Dosa, Ianu |
| 3 martie 2019 17:00 | Puț 9                    | (20-15) | Abodi 9               | Sala de Sport a Universității A. Vlaicu, Arad Arbitri: Dosa, Ianu |
| 3 martie 2019 17:00 | Cronica                  |         |                       | Sala de Sport a Universității A. Vlaicu, Arad Arbitri: Dosa, Ianu |

| 3 martie 2019 17:30 | CSU de Vest Timișoara | 22 - 26 | CSM Târgu Mureș | Sala UVT, Timișoara Arbitri: Marii, Tache |
| 3 martie 2019 17:30 | Biro 6                | (9-10)  | Târșoagă 11     | Sala UVT, Timișoara Arbitri: Marii, Tache |
| 3 martie 2019 17:30 | Cronica               |         |                 | Sala UVT, Timișoara Arbitri: Marii, Tache |

### Etapa XVII
| 10 martie 2019 00:00 | ACS Crișul Chișineu-Criș | 30 - 26 | CSU de Vest Timișoara | Sala de Sport a Universității A. Vlaicu, Arad Arbitri: Nacu, Rucoi |
| 10 martie 2019 00:00 | Puț 10                   | (17-16) |                       | Sala de Sport a Universității A. Vlaicu, Arad Arbitri: Nacu, Rucoi |
| 10 martie 2019 00:00 | Cronica                  |         |                       | Sala de Sport a Universității A. Vlaicu, Arad Arbitri: Nacu, Rucoi |

| 10 martie 2019 14:00 | CS Minaur Baia Mare II | 24 - 32 | CSM Târgu Mureș | Sala Sporturilor „Lascăr Pană”, Baia Mare Arbitri: Dan, Macarie |
| 10 martie 2019 14:00 |                        | (14-15) | Stîngu 11       | Sala Sporturilor „Lascăr Pană”, Baia Mare Arbitri: Dan, Macarie |
| 10 martie 2019 14:00 | Cronica                |         |                 | Sala Sporturilor „Lascăr Pană”, Baia Mare Arbitri: Dan, Macarie |

| 17 martie 2019 11:00 | CS Universitar Oradea | 22 - 27 | CS Universitatea Reșița | Sala de Jocuri Sportive a Universității, Oradea Arbitri: Ghiocel, Râpa |
| 17 martie 2019 11:00 | Abodi, Petric 6       | (9-13)  | Șerban 8                | Sala de Jocuri Sportive a Universității, Oradea Arbitri: Ghiocel, Râpa |
| 17 martie 2019 11:00 |                       | Cronica | 6×                      | Sala de Jocuri Sportive a Universității, Oradea Arbitri: Ghiocel, Râpa |

### Etapa XVIII
| 7 aprilie 2019 11:00 | CSU de Vest Timișoara | 36 - 35 | CS Minaur Baia Mare II | Sala UVT, Timișoara Arbitri: Dosa, Ianu |
| 7 aprilie 2019 11:00 | Sîrbu 12              | (18-20) | Șamanț 13              | Sala UVT, Timișoara Arbitri: Dosa, Ianu |
| 7 aprilie 2019 11:00 | Cronica               |         |                        | Sala UVT, Timișoara Arbitri: Dosa, Ianu |

| 7 aprilie 2019 14:30 | CS Universitatea Reșița | 24 - 24 | ACS Crișul Chișineu-Criș | Sala Sporturilor, Reșița Arbitri: Tătăru, Văcariu |
| 7 aprilie 2019 14:30 | Șerban, Vezențan 6      | (10-9)  | Boldor, Puț 6            | Sala Sporturilor, Reșița Arbitri: Tătăru, Văcariu |
| 7 aprilie 2019 14:30 | Cronica                 |         |                          | Sala Sporturilor, Reșița Arbitri: Tătăru, Văcariu |

| 7 aprilie 2019 17:00 | CSM Târgu Mureș | 32 - 20 | CS Universitar Oradea | Sala Polivalentă, Târgu Mureș Arbitri: Canta, Nicolae |
| 7 aprilie 2019 17:00 | Stîngu 7        | (12-9)  | Abodi 6               | Sala Polivalentă, Târgu Mureș Arbitri: Canta, Nicolae |
| 7 aprilie 2019 17:00 | Cronica         |         |                       | Sala Polivalentă, Târgu Mureș Arbitri: Canta, Nicolae |

### Etapa XIX
| 14 aprilie 2019 12:00 | CS Universitar Oradea | 31 - 22 | CS Minaur Baia Mare II | Sala de Jocuri Sportive a Universității, Oradea Arbitri: Chiriac, Vlasa |
| 14 aprilie 2019 12:00 | Munteanu 7            | (16-12) | Toma 7                 | Sala de Jocuri Sportive a Universității, Oradea Arbitri: Chiriac, Vlasa |
| 14 aprilie 2019 12:00 | 3×                    | Cronica | 5×                     | Sala de Jocuri Sportive a Universității, Oradea Arbitri: Chiriac, Vlasa |

| 14 aprilie 2019 14:30 | CS Universitatea Reșița | 33 - 21 | CSU de Vest Timișoara | Sala Sporturilor, Reșița Arbitri: Dumitru, Ionescu |
| 14 aprilie 2019 14:30 | (19-7)                  |         |                       | Sala Sporturilor, Reșița Arbitri: Dumitru, Ionescu |
| 14 aprilie 2019 14:30 | Cronica                 |         |                       | Sala Sporturilor, Reșița Arbitri: Dumitru, Ionescu |

| 14 aprilie 2019 17:00 | ACS Crișul Chișineu-Criș | 32 - 27 | CSM Târgu Mureș | Sala Sporturilor Victoria, Arad Arbitri: Cruceru, Eremia |
| 14 aprilie 2019 17:00 | Boldor 8                 | (14-16) | Stîngu 14       | Sala Sporturilor Victoria, Arad Arbitri: Cruceru, Eremia |
| 14 aprilie 2019 17:00 | Cronica                  |         |                 | Sala Sporturilor Victoria, Arad Arbitri: Cruceru, Eremia |

### Etapa XX
| 18 aprilie 2019 16:30 | CSU de Vest Timișoara | 32 - 28 | CS Universitar Oradea | Sala UVT, Timișoara Arbitri: Cruceru, Eremia |
| 18 aprilie 2019 16:30 | (14-15)               |         |                       | Sala UVT, Timișoara Arbitri: Cruceru, Eremia |
| 18 aprilie 2019 16:30 | 2×                    | Cronica | 3×                    | Sala UVT, Timișoara Arbitri: Cruceru, Eremia |

| 18 aprilie 2019 17:00 | CSM Târgu Mureș | 24 - 19 | CS Universitatea Reșița | Sala Polivalentă, Târgu Mureș Arbitri: Jurj, Vizitiu |
| 18 aprilie 2019 17:00 | Stîngu 6        | (9-12)  | Șerban 7                | Sala Polivalentă, Târgu Mureș Arbitri: Jurj, Vizitiu |
| 18 aprilie 2019 17:00 | Cronica         |         |                         | Sala Polivalentă, Târgu Mureș Arbitri: Jurj, Vizitiu |

| 20 aprilie 2019 16:00 | CS Minaur Baia Mare II | 32 - 23 | ACS Crișul Chișineu-Criș | Sala Sporturilor „Lascăr Pană”, Baia Mare Arbitri: Pavel, Pențea |
| 20 aprilie 2019 16:00 |                        | (17-13) | Puț 6                    | Sala Sporturilor „Lascăr Pană”, Baia Mare Arbitri: Pavel, Pențea |
| 20 aprilie 2019 16:00 | Cronica                |         |                          | Sala Sporturilor „Lascăr Pană”, Baia Mare Arbitri: Pavel, Pențea |

## Turneul semifinal
Echipele clasate pe primele două locuri în cele patru serii s-au calificat la turneul semifinal, care s-a desfășurat în sala de sport a Colegiului Național „Radu Negru” din Făgăraș, între 10 și 12 mai. Cele opt echipe calificate au fost împărțite în două grupe de câte patru echipe, în care partidele s-au jucat după sistemul fiecare cu fiecare.
Echipele clasate pe primele două locuri în fiecare grupă s-au calificat la turneul final.

### Grupa 1
| Poz. | Echipa                   | J | V | E | Î | GM | GP | DG   | P |
| ---- | ------------------------ | - | - | - | - | -- | -- | ---- | - |
| 1    | HCM Slobozia             | 3 | 3 | 0 | 0 | 91 | 72 | + 29 | 9 |
| 2    | CS Dacia Mioveni 2012    | 3 | 2 | 0 | 1 | 80 | 68 | + 12 | 6 |
| 3    | ACS Crișul Chișineu-Criș | 3 | 1 | 0 | 2 | 74 | 96 | – 22 | 3 |
| 4    | CSU Știința București    | 3 | 0 | 0 | 3 | 58 | 67 | – 9  | 0 |

| 10 mai 2019 10:00 | HCM Slobozia | 42 - 27 | ACS Crișul Chișineu-Criș | Sala Colegiului „Radu Negru”, Făgăraș Arbitri: Agliceriu, Turdean |
| 10 mai 2019 10:00 | Ivan 9       | (21-10) | Boldor 8                 | Sala Colegiului „Radu Negru”, Făgăraș Arbitri: Agliceriu, Turdean |
| 10 mai 2019 10:00 | Cronica      |         |                          | Sala Colegiului „Radu Negru”, Făgăraș Arbitri: Agliceriu, Turdean |

| 10 mai 2019 12:00 | CS Dacia Mioveni 2012 | 21 - 18 | CSU Știința București        | Sala Colegiului „Radu Negru”, Făgăraș Arbitri: Fînață, Hendrea |
| 10 mai 2019 12:00 | Prelevic 9            | (9-7)   | Bucă, Dumitrache, Grigoraș 3 | Sala Colegiului „Radu Negru”, Făgăraș Arbitri: Fînață, Hendrea |
| 10 mai 2019 12:00 | Cronica               |         |                              | Sala Colegiului „Radu Negru”, Făgăraș Arbitri: Fînață, Hendrea |

| 11 mai 2019 10:00 | HCM Slobozia | 20 - 17 | CSU Știința București | Sala Colegiului „Radu Negru”, Făgăraș Arbitri: Cazan, Suliman |
| 11 mai 2019 10:00 | Georgescu 6  | (10-10) | Bucă 7                | Sala Colegiului „Radu Negru”, Făgăraș Arbitri: Cazan, Suliman |
| 11 mai 2019 10:00 | Cronica      |         |                       | Sala Colegiului „Radu Negru”, Făgăraș Arbitri: Cazan, Suliman |

| 11 mai 2019 12:00 | CS Dacia Mioveni 2012 | 31 - 21 | ACS Crișul Chișineu-Criș | Sala Colegiului „Radu Negru”, Făgăraș Arbitri: Ghiorghișor, State |
| 11 mai 2019 12:00 | Prelevic 7            | (14-11) | Klimek 6                 | Sala Colegiului „Radu Negru”, Făgăraș Arbitri: Ghiorghișor, State |
| 11 mai 2019 12:00 | Cronica               |         |                          | Sala Colegiului „Radu Negru”, Făgăraș Arbitri: Ghiorghișor, State |

| 12 mai 2019 10:00 | CSU Știința București | 23 - 26 | ACS Crișul Chișineu-Criș | Sala Colegiului „Radu Negru”, Făgăraș Arbitri: Babău, Roibu |
| 12 mai 2019 10:00 | Bucă 6                | (10-13) | Puț 8                    | Sala Colegiului „Radu Negru”, Făgăraș Arbitri: Babău, Roibu |
| 12 mai 2019 10:00 | Cronica               |         |                          | Sala Colegiului „Radu Negru”, Făgăraș Arbitri: Babău, Roibu |

| 12 mai 2019 12:00 | HCM Slobozia | 29-28   | CS Dacia Mioveni 2012 | Sala Colegiului „Radu Negru”, Făgăraș Arbitri: Doană, Gociu |
| 12 mai 2019 12:00 | Toma 9       | (18-14) | Pârvulescu 10         | Sala Colegiului „Radu Negru”, Făgăraș Arbitri: Doană, Gociu |
| 12 mai 2019 12:00 | Cronica      |         |                       | Sala Colegiului „Radu Negru”, Făgăraș Arbitri: Doană, Gociu |

### Grupa a 2-a
| Poz. | Echipa                        | J | V | E | Î | GM | GP | DG   | P |
| ---- | ----------------------------- | - | - | - | - | -- | -- | ---- | - |
| 1    | CS Rapid USL Metrou București | 3 | 3 | 0 | 0 | 86 | 63 | + 23 | 9 |
| 2    | CSM Târgu Mureș               | 3 | 2 | 0 | 1 | 82 | 82 | 0    | 6 |
| 3    | HC Activ CSO Plopeni          | 3 | 1 | 0 | 2 | 78 | 81 | – 3  | 3 |
| 4    | CSU Neptun Constanța          | 3 | 0 | 0 | 3 | 72 | 90 | – 18 | 0 |

| 10 mai 2019 14:00 | CS Rapid USL Metrou București | 27 - 22 | HC Activ CSO Plopeni | Sala Colegiului „Radu Negru”, Făgăraș Arbitri: Basso, Tofan |
| 10 mai 2019 14:00 | Trifan 7                      | (13-12) | Leuștean 7           | Sala Colegiului „Radu Negru”, Făgăraș Arbitri: Basso, Tofan |
| 10 mai 2019 14:00 | Cronica                       |         |                      | Sala Colegiului „Radu Negru”, Făgăraș Arbitri: Basso, Tofan |

| 10 mai 2019 16:00 | CSM Târgu Mureș | 34 - 25 | CSU Neptun Constanța | Sala Colegiului „Radu Negru”, Făgăraș Arbitri: Pârvu, Potîrniche |
| 10 mai 2019 16:00 | Stîngu 9        | (17-10) | Oprică 10            | Sala Colegiului „Radu Negru”, Făgăraș Arbitri: Pârvu, Potîrniche |
| 10 mai 2019 16:00 | Cronica         |         |                      | Sala Colegiului „Radu Negru”, Făgăraș Arbitri: Pârvu, Potîrniche |

| 11 mai 2019 14:00 | CS Rapid USL Metrou București | 27 - 19 | CSU Neptun Constanța | Sala Colegiului „Radu Negru”, Făgăraș Arbitri: Badiu, Barbu |
| 11 mai 2019 14:00 | Ilie 5                        | (11-9)  | Oprică 7             | Sala Colegiului „Radu Negru”, Făgăraș Arbitri: Badiu, Barbu |
| 11 mai 2019 14:00 | Cronica                       |         |                      | Sala Colegiului „Radu Negru”, Făgăraș Arbitri: Badiu, Barbu |

| 11 mai 2019 16:00 | CSM Târgu Mureș     | 26 - 25 | HC Activ CSO Plopeni | Sala Colegiului „Radu Negru”, Făgăraș Arbitri: Popa, Velișca |
| 11 mai 2019 16:00 | Bărăbaș, Munteanu 5 | (13-11) | Șerban 8             | Sala Colegiului „Radu Negru”, Făgăraș Arbitri: Popa, Velișca |
| 11 mai 2019 16:00 | Cronica             |         |                      | Sala Colegiului „Radu Negru”, Făgăraș Arbitri: Popa, Velișca |

| 12 mai 2019 14:00 | CSU Neptun Constanța | 28 - 29 | HC Activ CSO Plopeni | Sala Colegiului „Radu Negru”, Făgăraș Arbitri: Ciobea, Dordea |
| 12 mai 2019 14:00 | Pintlie, Rebeca 6    | (17-12) | Beșleagă 10          | Sala Colegiului „Radu Negru”, Făgăraș Arbitri: Ciobea, Dordea |
| 12 mai 2019 14:00 | Cronica              |         |                      | Sala Colegiului „Radu Negru”, Făgăraș Arbitri: Ciobea, Dordea |

| 12 mai 2019 16:00 | CS Rapid USL Metrou București | 32 - 22 | CSM Târgu Mureș | Sala Colegiului „Radu Negru”, Făgăraș Arbitri: Drăghici, Drăguț |
| 12 mai 2019 16:00 | Ilie, Popa 7                  | (13-11) | Stîngu 12       | Sala Colegiului „Radu Negru”, Făgăraș Arbitri: Drăghici, Drăguț |
| 12 mai 2019 16:00 | Cronica                       |         |                 | Sala Colegiului „Radu Negru”, Făgăraș Arbitri: Drăghici, Drăguț |

## Turneul final
La turneul final, care a fost găzduit de Sala Sporturilor Olimpia din Ploiești, s-au calificat echipele clasate pe primele două locuri în cele două grupe ale turneului semifinal. Această fază a competiției s-a desfășurat cu semifinale, finală mică și finală mare. Conform regulamentului, în caz de egalitate după 60 de minute echipele ar fi trebuit departajate prin executarea unor aruncări de la 7 metri, dar acest lucru nu a mai fost necesar, toate partidele încheindu-se cu victorii după expirarea timpului regulamentar de joc.
Echipele clasate pe locurile 1 și 2 după terminarea turneului final, HCM Slobozia și CS Rapid București, au promovat direct în Liga Națională, în timp ce echipele clasate pe locurile 3 și 4, CSM Târgu Mureș și CS Dacia Mioveni 2012, au susținut jocuri de baraj cu echipele care au terminat sezonul 2018-2019 al Ligii Naționale pe locurile 11 și 12. Cele două echipe s-au clasat pe locurile 3 și 4 la finalul turneului de baraj, ratând promovarea în Liga Națională.

### Semifinalele
| 18 mai 2019 10:00 | HCM Slobozia | 24 - 19 | CSM Târgu Mureș | Sala Sporturilor Olimpia, Ploiești Arbitri: Năstase, Stancu |
| 18 mai 2019 10:00 | Toma 7       | (13-11) | Munteanu 5      | Sala Sporturilor Olimpia, Ploiești Arbitri: Năstase, Stancu |
| 18 mai 2019 10:00 | 5×           | Cronica | 2×              | Sala Sporturilor Olimpia, Ploiești Arbitri: Năstase, Stancu |

| 18 mai 2019 12:00 | CS Rapid USL Metrou București | 25 - 20 | CS Dacia Mioveni 2012 | Sala Sporturilor Olimpia, Ploiești Arbitri: Mârza, Nedelea |
| 18 mai 2019 12:00 | Popa, Trifan 5                | (11-9)  | Vacariu, Pîrvulescu 5 | Sala Sporturilor Olimpia, Ploiești Arbitri: Mârza, Nedelea |
| 18 mai 2019 12:00 | 6×                            | Cronica | 5×                    | Sala Sporturilor Olimpia, Ploiești Arbitri: Mârza, Nedelea |

### Finala mică
| 19 mai 2019 10:00 | CSM Târgu Mureș | 20 - 29 | CS Dacia Mioveni 2012 | Sala Sporturilor Olimpia, Ploiești Arbitri: Lungu, Paraschiv |
| 19 mai 2019 10:00 | (12-15)         |         |                       | Sala Sporturilor Olimpia, Ploiești Arbitri: Lungu, Paraschiv |
| 19 mai 2019 10:00 | Cronica         |         |                       | Sala Sporturilor Olimpia, Ploiești Arbitri: Lungu, Paraschiv |

### Finala
| 19 mai 2019 12:00 | HCM Slobozia | 26 - 29 | CS Rapid USL Metrou București | Sala Sporturilor Olimpia, Ploiești Arbitri: Enache, Răduț |
| 19 mai 2019 12:00 | (15-10)      |         |                               | Sala Sporturilor Olimpia, Ploiești Arbitri: Enache, Răduț |
| 19 mai 2019 12:00 | Cronica      |         |                               | Sala Sporturilor Olimpia, Ploiești Arbitri: Enache, Răduț |

### Clasamentul turneului final
| Loc | Echipă                |
| --- | --------------------- |
|     | CS Rapid București    |
|     | HCM Slobozia          |
|     | CS Dacia Mioveni 2012 |
| 4   | CSM Târgu Mureș       |